# Фройхен, Петер
Ло́ренц Пе́тер Э́льфред Фро́йхен (дат. Lorenz Peter Elfred Freuchen, также Фрейхен; 20 февраля 1886 — 2 сентября 1957) — датский путешественник, журналист и писатель. Основатель датского Клуба искателей приключений.
Не окончив врачебный факультет Копенгагенского университета, П. Фройхен в 1906—1908 годах участвовал в Датской гренландской экспедиции Мюлиус-Эриксена, удостоился медали «За заслуги». Познакомившись с Кнудом Расмуссеном, в 1910 году участвовал в основании полярной станции Туле и в двух экспедициях в Гренландии (так называемых Первой и Пятой экспедициях Туле). Первый брак заключил с представительницей коренного населения Навараной, их дочь Пипалук в дальнейшем стала писательницей. Наварана умерла от испанского гриппа в 1921 году. После тяжёлого обморожения и ампутации ноги в 1924 году Петер Фройхен обосновался в Дании, получил известность как писатель и журналист, женился на актрисе Магделене Ванг Лауридсен. В 1930-е годы сотрудничал с киностудией Metro-Goldwyn-Mayer при съёмках фильма «Эскимос». В 1928 и 1937 годах посещал СССР, а в 1935 году, участвуя в рекламной кампании авиафирмы Pan American, объехал почти всю Латинскую Америку. После оккупации Дании пытался участвовать в движении сопротивления, в 1944 году переехал в США. За океаном успешно публиковался и стал медийной фигурой, женился на художнице-иллюстраторе датско-еврейского происхождения Дагмар Кон, выиграл в телевизионном шоу «Вопрос на 64 тысячи долларов». Опубликовал более трёх десятков книг, переводившихся на разные языки, в том числе на русский.
Биография Фройхена была оперативно скомпилирована его младшим братом и дочерью в 1958 году, но далее вплоть до 2010-х годов в освещении его жизни и деятельности произошёл перерыв. Увидели свет не менее двух монографических биографий на датском языке, основанных на вновь введённых в научный оборот архивных источниках. Первая англоязычная биография, опубликованная в 2023 году, удостоилась благосклонной реакции критиков.

## Годы становления (1886—1905)

### Происхождение и семья

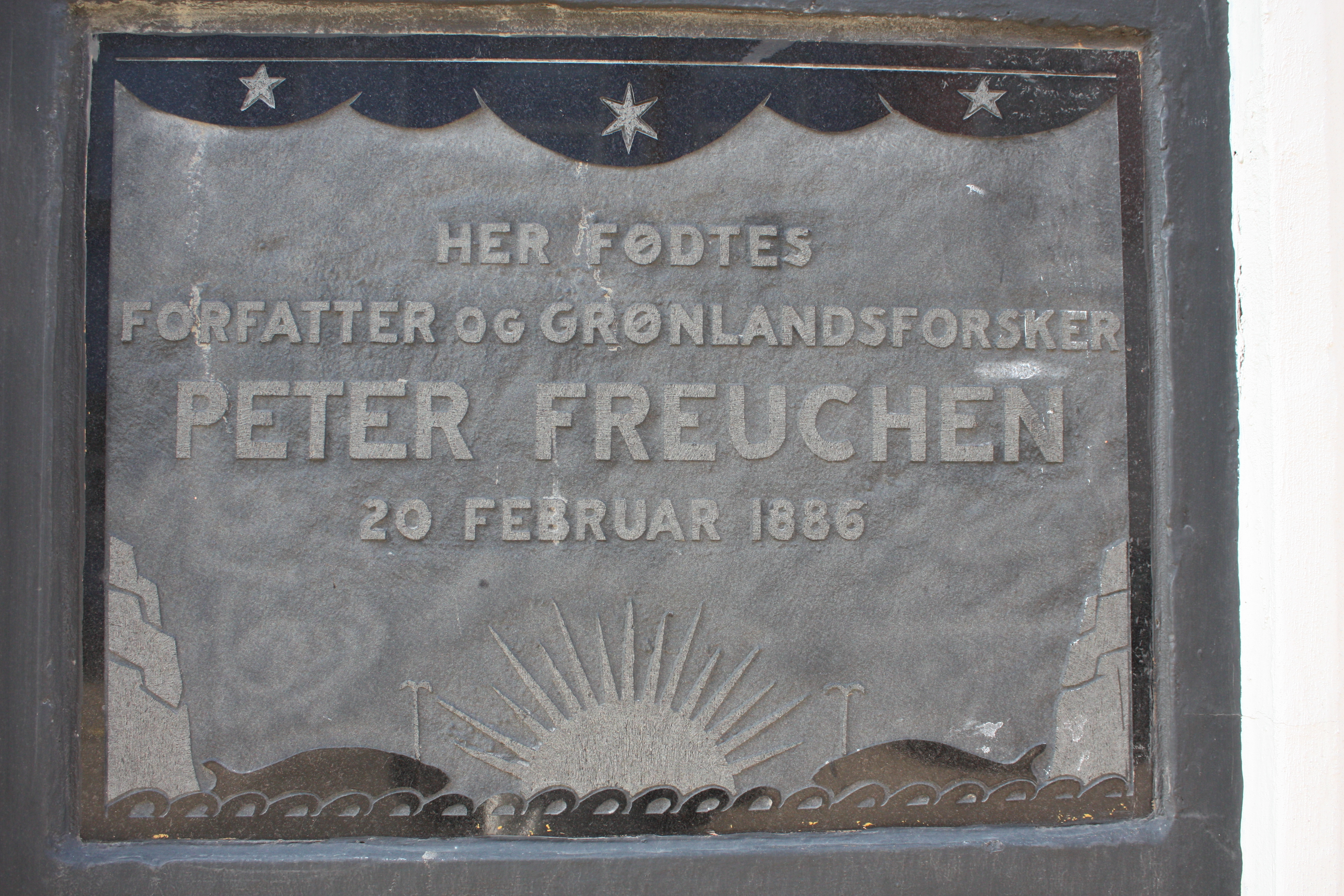
Памятная доска на стене дома в Нюкёбинге, в котором родился Петер Фройхен (улица Фризегаде, № 14)

Согласно биографу Янни Андреассен, основателем рода был поляк Йохан Клабаски, который в 1720 году бежал в Данию от набора в прусскую армию. Со временем он сумел разбогатеть и стать судовладельцем, который торговал с Россией и странами южных морей. На склоне дней он обустроил поместье Петерсгор, которое стало главной семейной резиденцией. Внучка Йохана — Элизабет — вышла замуж за купца Николаса Фройхена; они стали прабабкой и прадедом будущего полярника. Перворождённому сыну в каждом поколении Фройхены давали имя Петер. Владелец бакалейной лавки в Нюкёбинге Лоренц Бенсон Фройхен (1859—1927), женившись на Анне Петрине Фредерик, урождённой Расмуссен (1862—1945), дал первенцу, появившемуся на свет 20 февраля 1886 года, имена в честь собственного отца и деда по матери: Петер Лоренц Эльфред. Расмуссены были семейством судовладельцев из Хельсингёра. Семейная лавка располагалась в собственном доме на улице Фризегаде, № 14. Со временем в семействе родилось семеро детей, разница между самыми старшими и младшими составила восемнадцать лет. Лоренц открыл в городе мануфактурную лавку и швейную мастерскую, а также первым стал ввозить готовое платье из Гамбурга.
Школьное образование шестилетний Петер начал в заведении фрёкен Бойесен в Нюгаде, пригороде Нюкёбинга. Примерно в это же время он получил в подарок от отца лодку, и, когда подрос, освоил парус и рисковал пересекать пролив до Гульдсборгсунна. В десять лет Фройхен-младший перешёл в латинскую школу при соборе, для чего ему пришлось сдавать экзамены. В школе господствовала палочная дисциплина, Петер был непоседой, но всё-таки успешно сдал экзамены и перешёл в старшие классы. В 1901—1902 учебном году (предпоследнем) молодой человек получил высшие оценки по датскому языку и литературе (родителей беспокоило, что эти предметы «давались ему слишком легко»), но едва набрал проходные баллы по физике и химии. Одноклассниками Фройхена стали братья Харальд и Нильс Боры. В 1903 году образование в Дании официально было разделено на гуманитарное и естественнонаучное, в выпускном классе Петер стал членом школьного клуба «Гегемоны», писал для школьной газеты (допуская, впрочем, грубые орфографические ошибки), и в 1904 году сдал экзамены на аттестат зрелости. В конце концов он освоил математику и физику, но впоследствии сетовал, что в школе было плохо поставлено изучение языков, и к выпуску он более или менее освоил только латынь. В сохранившемся аттестате по французскому и древнескандинавскому языкам у Фройхена значились неудовлетворительные отметки.

### Определение призвания
Осенью 1904 года Петер Фройхен отправился изучать медицину в Копенгагенском университете. Поселившись в доме Студенческого союза, молодой человек впервые погрузился в богемный мир, который в то время являлся сильно политизированным; наиболее его привлекали последователи Георга Брандеса. Фройхен вёл активную светскую жизнь (деньги высылали родители), а также посещал за полцены городской театр. Постепенно и сам он захотел артистического самовыражения и не без успеха выступал на подмостках студенческого театра. С января 1905 года Петер сделался практикантом-волонтёром благотворительной Больницы короля Фредерика на улице Бредгаде под началом профессора Торкильда Ровсинга. Тогда же он сделался трезвенником, по утверждению Я. Андреассен — по финансовым соображениям. В столице за студентом присматривал друг семьи — профессор философского факультета Кристиан Кроман, с которым Фройхен был знаком ещё по плаваниям на лодке в Нюкёбинге; иногда он встречался и с братьями Бор, играл с Харальдом в футбол.
В течение 1905 года Фройхен убедился, что не желает связывать жизнь с медицинской профессией. Накануне промоций на степень кандидата философии он подрался с некими агрессивными молодыми людьми в проулке Копенгагена, получил порезы и побои; сдавать экзамен пришлось с рукой в гипсе. Перелом в отношении к медицине наступил, по его собственному рассказу, так: однажды в больницу привезли сильно изуродованное тело моряка. Пока персонал спорил, кому везти каталку в морг, Петер увидел, что дыхание ещё поддерживается. Дежуривший Т. Ровсинг решил, что пациента можно спасти, что и оправдалось со временем. Через год моряк смог ходить без трости, однако вскоре после выписки был сбит автомобилем насмерть. Кроме того, в начале 1905 года в Копенгаген вернулась из Гренландии так называемая Литературная экспедиция Мюлиус-Эриксена, которая пользовалась в Дании такой славой, что было поставлено сатирическое ревю. Представление привлекло Фройхена, он разузнал адрес путешественника и решился пойти к нему домой. Против ожидания, Людвиг Мюлиус-Эриксен знал двух профессоров Петера и принял студента весьма любезно. 19 октября 1905 года в Датском географическом обществе Мюлиус-Эриксен огласил план Датской полярной экспедиции для картографирования северо-восточного побережья Гренландии и оценки существования Канала Пири, старт которой намечался на лето 1906 года. Фройхен объявил родителям, что бросает учёбу ради путешествий. По воспоминаниям, отец считал, что уместнее было бы получить профессию и надёжное место в жизни, но не противился решению сына.

## Гренландия (1906—1924)

### Датская арктическая экспедиция

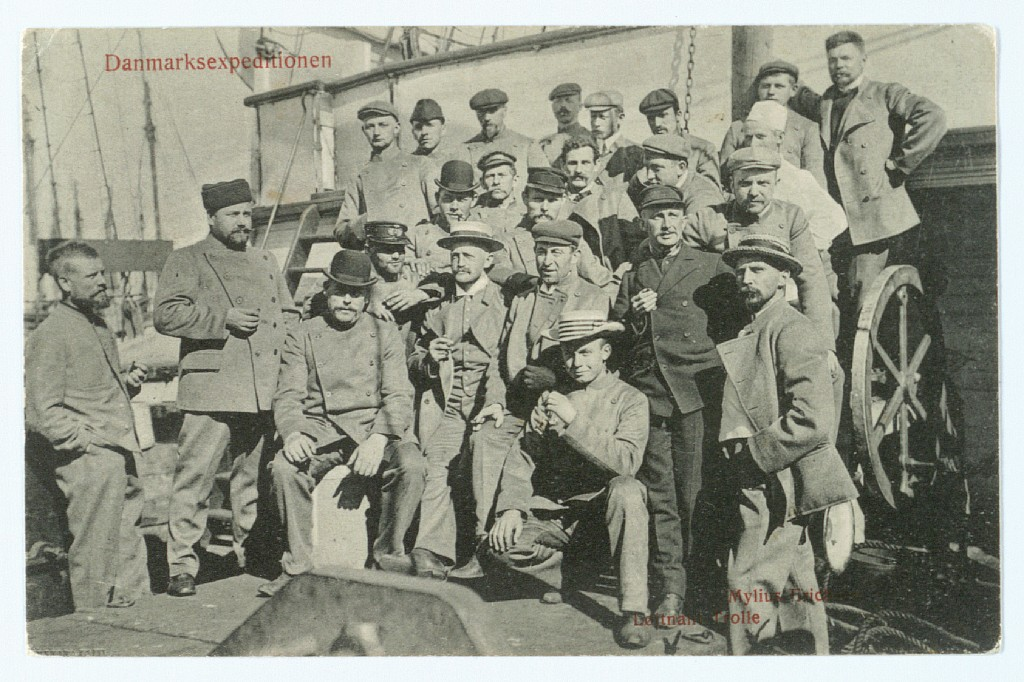
Команда Датской арктической экспедиции перед отплытием 24 июня 1906 года. Петер Фройхен стоит, заложив руки, крайним справа в верхнем ряду

Отправлению экспедиции постоянно угрожало безденежье, кроме того, перспективный спонсор отказался перечислять обещанную сумму из-за слухов о безнравственности Л. Мюлиус-Эриксена. Начальник планировал нанять 28 человек, которым предстояло за два года исследовать береговую линию Восточной Гренландии между 75° и 83°30' северной широты. Петер нанялся кочегаром и разнорабочим. Экспедиционным судном должна была стать «Бельжика», находившаяся в Саннефьорде в Норвегии. Судовая команда отправлялась из Копенгагена 16 декабря 1905 года дооснастить судно и загрузить его. Однако представитель судовладельца Йохан Брюде из-за того, что ему не перечислили деньги за аренду «Бельжики», не пустил датчан на борт и на Рождество они вернулись домой. Далее сделка вообще сорвалась, но 15 марта 1906 года Фройхен получил письмо от Мюлиус-Эриксена, что экспедиционный фонд пополнился и можно решать проблему покупки или аренды корабля. Наконец, Королевская Гренландская компания предоставила экспедиции места на рейсовом пароходе «Ханс Эгеде»: Фройхену, как и остальным, полагался бесплатный проезд до Готхоба, а также одежда и прочее снаряжение, оплаченное из фонда экспедиции. Жалованье за два года должно было составить 3000 датских крон. Петера включили в передовой отряд, который должен был за шесть недель закупить ездовых собак, мясо, звериные шкуры и прочие предметы первой необходимости. Сам Мюлиус-Эриксен купил 50-летнее тюленебойное судно «Магдалина», которое немедленно переименовал в «Данию». Сумма сделки составила 39 250 крон, против 78 000, которые просили за «Бельжику».

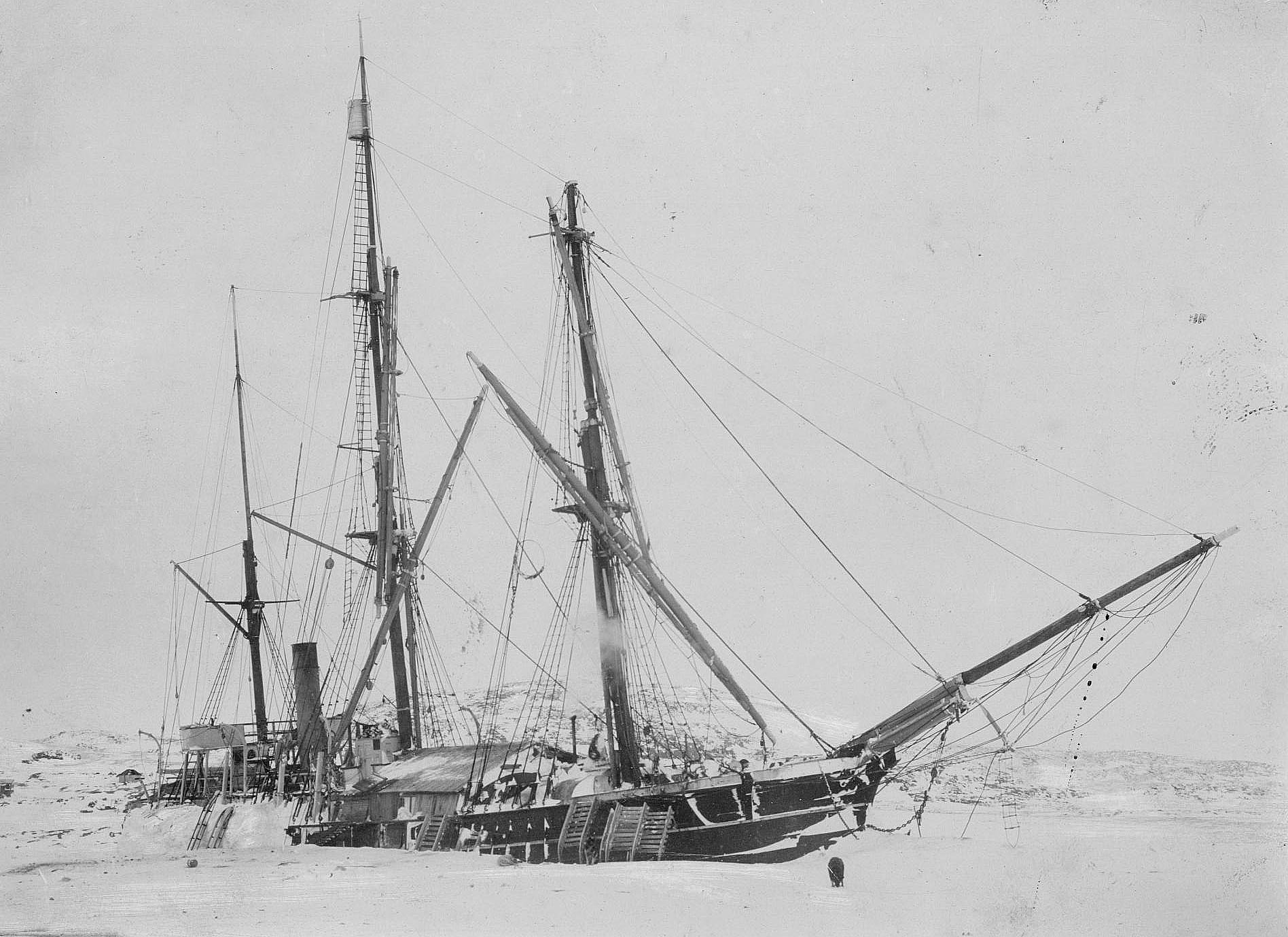
«Дания» во льдах Мыса Бисмарка. Фото сделано 6 марта 1908 года

На пути в Гренландию П. Фройхен работал на «Хансе Эгеде» кочегаром, а затем на практике получил квалификацию смазчика. Когда капитан узнал, что его кочегар получал врачебное образование, он заставил его делать себе массаж и лечить от ревматизма. После прибытия в Суккертопен Петер был принят управляющим колонией Биструпом, который обеспечил ему все необходимые закупки, в том числе солёную сёмгу в бочках. Жена управляющего владела швейной мастерской, где были заказаны полярные костюмы и спальники из меха и на гагачьем пуху. История с красавицей Арнарак, с которой Фройхен познакомился на танцах, по мнению биографа Р. Митенбюлера, являлась анекдотом. Согласно рассказам Петера, пригласив его домой, эскимоска вымыла голову мочой, всякие желания тут же испарились, и датчанин был очень рад, когда передал свою партнёршу матросу с «Ханса Эгеде». Ездовых собак можно было закупить только в Хольстенборге: первую партию в 32 животных Фройхен должен был сопровождать до Копенгагена, а оставшийся в Гренландии ассистент Бронлунд с ещё большей сворой присоединился к команде лишь на Фарерах. Петер успел к отправлению «Дании», назначенному на 24 июня 1906 года, и даже заехал домой с экзотическими подарками и образцами полярной одежды; в Нюкёбинге он также посетил городского дантиста.

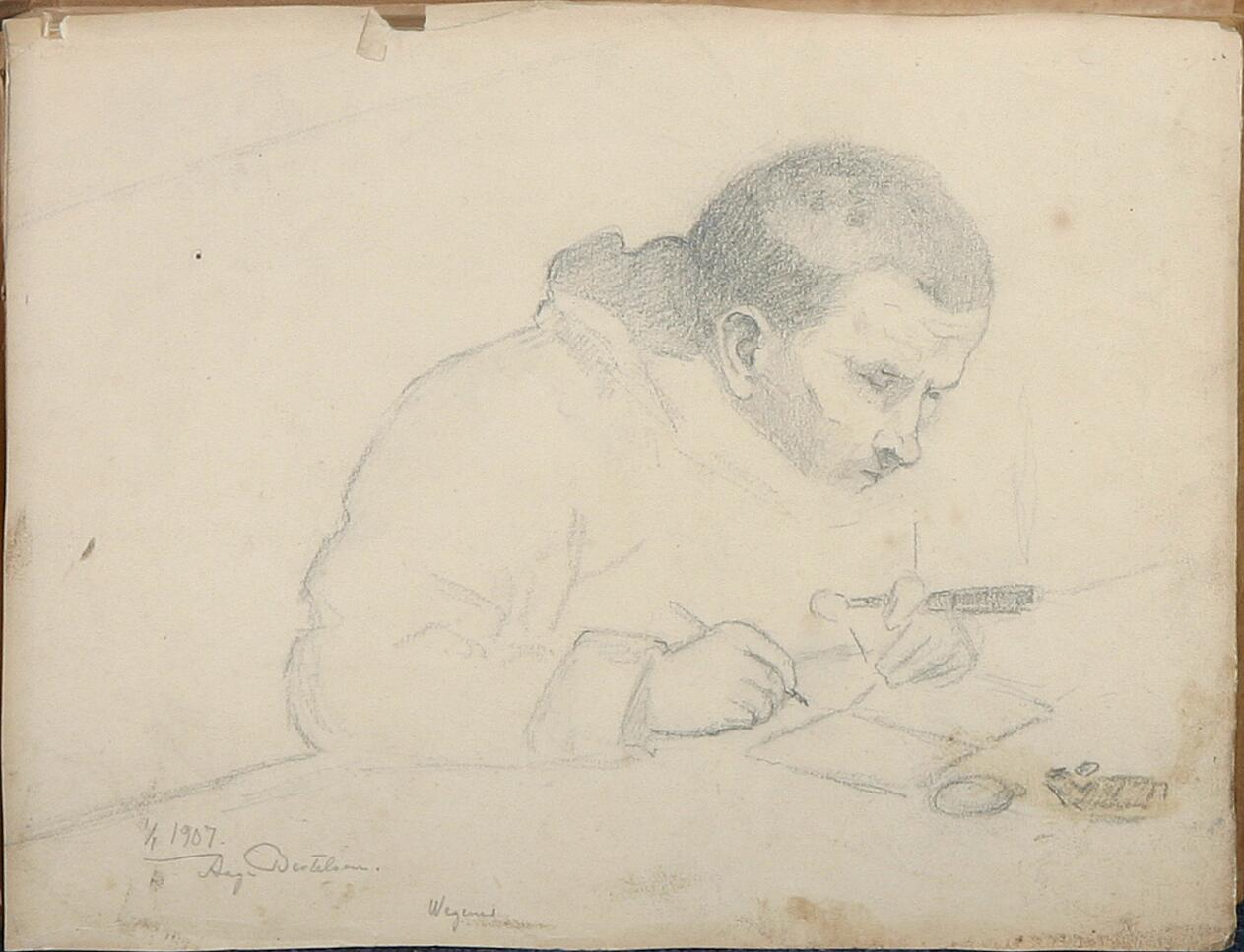
Оге Бертельсен. Графический портрет Альфреда Вегенера, 1 января 1907

Отплывающую Датскую экспедицию посетил король Фредерик VIII с наследным принцем; из Нюкёбинга приехали родители и родные Петера. Во время шторма во Фредериксхавне перекосились колосники топки, и Фройхен повредил руку и сильно обжёгся, когда вынимал куски горящего угля, чтобы не гасить паровой котёл. На Фарерских островах на борт взяли ещё 68 собак из Гренландии; последние припасы должны были взять в Исландии (Эскефьорд). Из-за штормов и отклонения от графика и тяжёлых ледовых полей, Мюлиус-Эриксен был вынужден отказаться от планов основать на гренландском побережье сразу две базы на побережье, что меняло судьбу Петера, ибо ему отводилась роль сторожа провиантского склада вместе с одним датчанином и одним эскимосом. Шедший с экспедицией Альфред Вегенер счёл, что Фройхен вполне годится на роль его ассистента; кроме того, Петер, как сын владельца портновской мастерской, был задействован на подгонке полярной одежды. На зимовке команду планировалось оставить на «Дании», а четверо учёных переезжали на геофизическую станцию на берегу: картограф Петер Кох, художник Бертельсен, ботаник Лундагер и физик Вегенер. Фройхен ежедневно снимал показания с приборов Вегенера и помогал запускать метеозонды в любую погоду.
Весной 1907 года Л. Мюлиус-Эриксен составил четыре санные партии, которые должны были пройти по неисследованным частям Гренландии, оставляя за собой северные территории. Вегенер должен был картографировать восточное побережье, а Фройхен оставался на базе нести его обязанности метеоролога. Пользуясь отсутствием начальника, бывший студент развлекался: охотился на моржей и белых медведей, много читал. Времени хватало для изучения у товарищей местного эскимосского языка. К июню вернулись три санных отряда, однако от самого начальника не было известий. В последний раз с ним встретился у устья Данмарк-фьорда отряд Коха. В поисковый отряд Фройхена не включили, взамен Вегенер отправил его зимовать на вновь основанную метеостанцию «Пустервиг» в 60 милях от основной базы. Хижину площадью 3 × 4 метра (из досок, изолированных внутри просмолённым войлоком и обложенных снаружи камнями и льдом) поставили в Люсевик-фьорде у подножья Гренландского ледника; Петеру должны были помогать сменявшиеся раз в декаду ассистенты. Сначала это был Ивар Вайншенк, затем Бендинкс Торструп. Впрочем, когда началась полярная ночь, ассистенты стали отказываться ходить к Фройхену, в том числе по нездоровью. Вегенер предложил ему прервать наблюдения, но оказалось, что 20-летнему Петеру захотелось доказать всем, что он «не слабак» и из него «выйдет толк». Главной угрозой оказались волки, которые по очереди растерзали семерых собак, бывших во фройхеновской своре; хищники осмеливались даже залезать на крышу хижины. Петер поставил капкан, в который попались два волка и три полярных лисицы. Далее волки стали нападать на отряды сменщиков, которые стали терять во время рейса собак. Ураган достиг такой силы, что 28 января Петер был вынужден ползать, чтобы его не снесло ветром. Ветром унесло варежки и он сильно отморозил руки. На следующий день у его ассистента Гундаля случилась галлюцинация, и он звал собак, давно пожранных волками. 3 февраля Фройхена поставили перед фактом, что ему предстоит провести два месяца до полярного рассвета в одиночестве. Из-за плохой теплоизоляции и необходимости экономить уголь хижина обросла изнутри ледяной корой (в хижине поддерживалась температура минус 19 по Цельсию у пола и плюс 9 под потолком); Петер дал имена домашней утвари и общался с предметами вслух, чтобы не лишиться рассудка. В конце марта снабженцы застали Фройхена почти невменяемым, и с ним остался ботаник Лундагер. Далее их сменил Тролле, который привёз известия о гибели группы Мюлиус-Эриксена.
После возвращения на «Данию» Фройхен полностью восстановился и занялся археологией, пытаясь найти следы пребывания эскимосов на побережье в древности. Ему ассистировал полукровка Тобиас Габриэльсен, обучавший его языку аборигенов. Под ледником они нашли давно заброшенные каменные иглу, каменные орудия, обрывки мехов, кости людей и животных. Габриэльсен однажды сказал, что раскопки развеяли его романтические представления о жизни его эскимосских предков и он предпочитает жить в части Гренландии, уже освоенной европейцами. К зимовщикам пробились норвежские тюленебои, которые исполняли поручение датского правительства узнать судьбу экспедиции. Однако они многое напутали, и Фройхен оказался внесён в списки погибших. 21 июня 1908 года «Дания» покинула место зимовки, вернувшись в Копенгаген месяц спустя.

### Путь в Туле

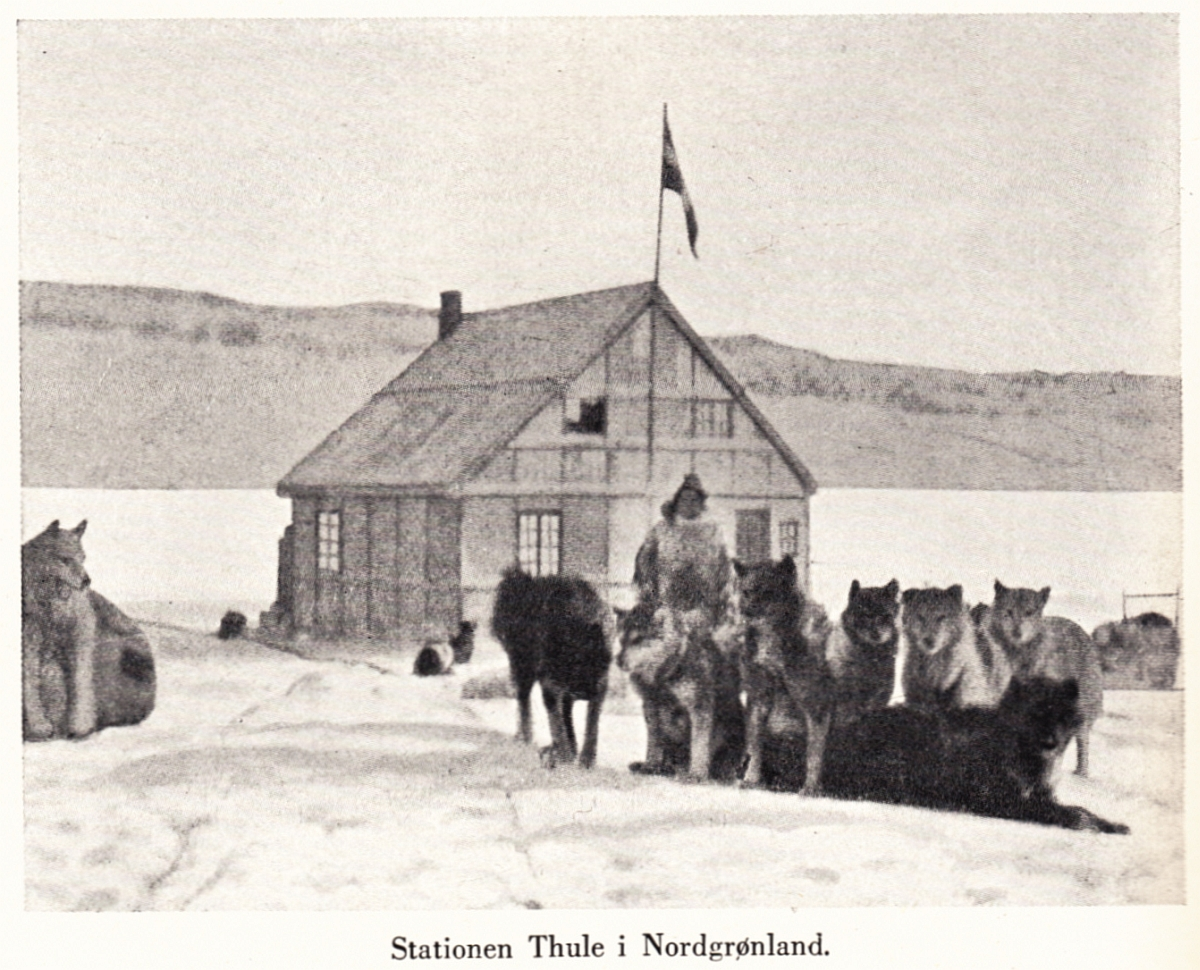
Фактория Туле в 1910 году

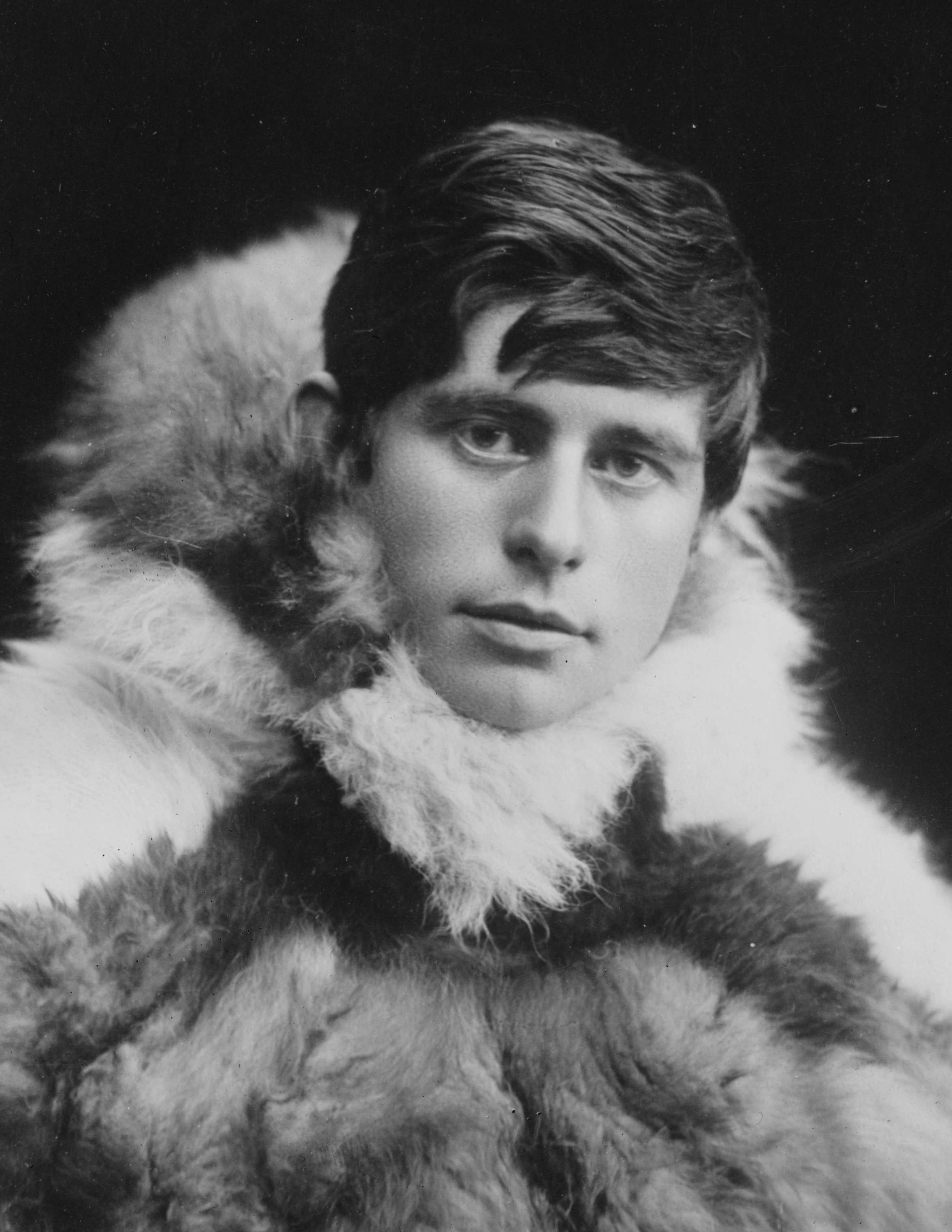
Кнуд Расмуссен

Вернувшись в Копенгаген, Фройхен попытался восстановиться в университете на химическом факультете, так как, общаясь с учёными, осознал «собственную ограниченность» и нуждался в заработке. Он участвовал в торжествах, и получил на королевской аудиенции медаль «За заслуги». Вскоре он был приглашён редакцией газеты «Politiken» как постоянный обозреватель арктической темы. Именно Петер в сентябре 1909 года получил редакционное задание разобраться в заявлениях Фредерика Кука, который, прибыв в Копенгаген, заявил, что первым достиг Северного полюса в апреле предыдущего, 1908 года. На фоне всеобщего энтузиазма в Дании и Норвегии Фройхен выделялся тем, что сразу скептически отнёсся к заявлениям американца; несколько его статей даже были отвергнуты редакциями центральных датских газет. Пик интереса к противоречащим друг друга заявлениям о приоритете Кука и Роберта Пири пришёлся на Рождество 1909 года. Тогда же специальная комиссия Копенгагенского университета рассматривала заявления обеих сторон. За освещение её работы Фройхен получил прибавку в жалованье на 15 крон. В это же время он познакомился с Кнудом Расмуссеном, только что выпустившим книгу «Люди Крайнего Севера». Двое полярников приняли решение зарабатывать совместными лекционными турами с демонстрацией диапозитивов. С организацией помог актёр театра в Орхусе Адольф Фундер. Тогда же произошло знакомство с женой Фундера — актрисой Магделене Ванг Лауридсен, с которой Фройхен неизменно поддерживал переписку, а впоследствии женился на ней. Лекции Петера и Кнуда собирали полные залы и привлекли влиятельных спонсоров: Мариуса Ньёбё и Грассерера Кристиана Эриксена. Тогда же Фройхен решился присоединиться к амбициозному проекту Расмуссена: основать торговую факторию в Эта в Северной Гренландии. Полуэскимос Расмуссен, поработав в Литературной экспедиции и с Датским миссионерским обществом, беспокоился, что эскимосы, помогавшие Пири и Куку, после окончания экспедиций останутся без дельной древесины, металлической утвари и боеприпасов, без которых уже не могли и не хотели обходиться. Однако предприятие требовало
больших вложений: по расчётам Расмуссена не менее 50 000 крон, из которых немедленно требовалось около тридцати тысяч. В результате удалось собрать 40 тысяч, из которых половину выделила супруга Кнуда — её приданое; решением датского правительства Расмуссен назначался государственным агентом и управляющим предприятия. В июле 1910 года кандидат университета Петер Фройхен подписал контракт на два года. Согласно контракту, прибыль первоначально используется для погашения спонсорской ссуды, а в дальнейшем делится на доли: 50 % на развитие дела, 30 % Расмуссену, 10 % его супруге Дагмар (которая оставалась в Дании управлять делами) и 20 % Фройхену.
Летом 1910 года Фройхен и Расмуссен прибыли в Уманак, высадившись на берег почти случайно из-за непогоды: Эта находился севернее. Так как в числе снаряжения было готовое строение, фактория быстро начала функционировать. Основатели назвали своё обиталище «Туле» в честь легендарной Ultima Thule, оно же служило рекламой, так как сильно отличалось от обычных эскимосских названий и должно было вызывать любопытство. Первоначально не обходилось без культурного взаимонепонимания: Фройхен долго привыкал, что эскимосы были склонны назначать более высокую цену за предметы, которые были наиболее необходимы в данный момент, то есть цену устанавливал покупатель, а не продавец. Например, охотник Паниппак за охотничий нож ценой в одну шкуру песца, отдал пять, ибо уже год не имел стального инструмента и остро в нём нуждался. В первый сезон эксимосы совершенно серьёзно утверждали, что Фройхен и Расмуссен несут убытки, потому что «отдают редкие вещи, которые не изготовить обычному человеку, за шкуры, мясо и жир, которые на Севере может добыть каждый». Фактория не была благотворительным предприятием, и когда охотник однажды попытался всучить Расмуссену некачественный мех, шкура была прибита на внешнюю стенку фактории в назидание остальным.

### Первый брак и первая экспедиция Туле

Петер Фройхен с эскимосской женой Навараной на торговой фактории в Туле

На сезон 1911 года Расмуссен рассчитывал, что к нему присоединятся жена Дагмар и дочь Ханна, а в дневнике Фройхена содержится надежда на приезд к нему подруги Микеллы Эриксен, на которой он рассчитывал жениться. Пока не начался сезон, Кнуд запланировал санный поход в Эта, совмещённый с доставкой груза в Упернавик, чтобы вернуться не позднее 1 апреля. Однако из-за капризов погоды к этому числу только удалось прибыть на Мыс Йорк. Из упряжки убыло 9 собак, которых пришлось скормить их сотоварищам, а Расмуссен заболел во время охоты на овцебыков. Это означало, что планы на большую экспедицию по следам Мюллиус-Эриксена откладываются на неопределённый срок. В июне на китобойном судне «Моргеген» всё-таки доставили письмо от Микеллы, которая сообщала, что прибудет с партией грузов для Фройхена в конце лета. Дагмар Расмуссен родила вторую дочь Инге — ровно через девять месяцев после отъезда мужа. Однако к середине сентября корабль так и не пришёл, между тем как в Туле ощущался дефицит спичек и кофе. Петер рискнул отправиться на каяке и обнаружил шхуну на острове Саундерс, где она была блокирована льдами. Грузы прибыли, однако из отправленного письма следовало, что фрёкен Эриксен переменила своё решение и отказалась от отношений с Фройхеном. Местные жители по-своему истолковали события и стали подыскивать Петеру жену; впрочем, и сам 25-летний датчанин, судя по дневнику, стремился обзавестись постоянной подругой. На зиму 1912 года в фактории Расмуссена и Фройхена поселился эскимос Миник, который вернулся в Гренландию из Музея естественной истории, куда много лет назад был увезён Робертом Пири в качестве живого «экспоната». В Туле он жил с женой Арнаннгуак, а далее они взяли компаньонку — бедную незамужнюю Мекупалук, которая сразу же понравилась Петеру. Она выросла на острове Сальве в Баффиновом проливе, но все её родственники умерли во время эпидемии; она в точности не знала своего возраста. Расмуссен посоветовал другу жениться. В честь этого события Мекупалук взяла имя Наварана; кроме того, в Туле недавно умерла женщина по имени Меко, чьё имя нельзя было отныне произносить.
Когда в Туле пришли известия об исчезновении экспедиции Миккельсена и Иверсена, отправившихся на поиски тел Мюлиус-Эриксена и Хагена, Фройхен и Расмуссен решили пойти в Упернавик, получить новости от датских властей, и ориентироваться на месте. Петер взял с собой Наварану, оказавшейся превосходной погонщицей ездовых собак. Впрочем, датский агент в Упернавике оказался не в курсе дел. Сборы закончились к 11 апреля 1912 года. В состав экспедиции вошли: охотник Иникитсорк, побывавший в двух экспедициях Пири, а также приёмный отец Навараны Увдлуриак. На сани погрузили 9 килограммов кофе, 4 кг чая, 16 кг табака, 2 кг сахара, 4 кг сливочного масла, 2 кг мёда, овсянку и тминные сухари, 105 банок керосина (и два примуса) и 136 кг мяса моржей для собак. Остальной груз составляли четырёхместная палатка, навигационные приборы, фонограф Расмуссена с записями опер, а также книги (Фройхен взял томик флоберовского «Искушения святого Антония» и «Илиаду»): всего 600 кг на четырёх нартах, запряжённых 53 собаками. 14 апреля путники начали подъём на ледник Клементса Маркема в двадцатиградусный мороз. Несмотря на первоначальные трудности, экспедиционеры быстро продвигались: 2 мая они преодолели 90 км за двенадцать часов; средний переход равнялся 50 км. В дневнике Фройхена постоянно содержатся жалобы на манеру Расмуссена петь оперные арии (у него был несильный баритон и в молодости он учился музыке), а также то, что он подолгу кипятил чай и кофе, которые превращались в подобие «микстуры», горькой на вкус. 9 мая путники спустились с континентального ледника и развернули охоту на тюленей: у них осталось 48 собак, которых нужно было сохранить в форме для исследований и обратного пути. Однако, при неуправляемом спуске с нартами со скал на морское побережье Фройхен сильно поранился собственным гарпуном, да ещё и был поражён снежной слепотой; его спутники зашили рану и положили его в палатку, успешно набив тюленей и овцебыков. Далее команда разделилась: Фройхен и Иникитсорк отправились на восток, а Расмуссен и Увдлуриак на запад. Расмуссен сомневался в точности навигационных расчётов Петера, полагая, что они близки к устью Индепенденс-фьорда, тогда как Фройхен, повернув к партии Кнуда, доказал ему, что обнаруженная ими Долина зигзагов ведёт прямо к Данмарк-фьорду. 1 июня они вновь достигли побережья. Почти сразу же обнаружились остатки вещей, которые Фройхен сразу отождествил как принадлежащие Датской арктической экспедиции. Участники экспедиции Туле не знали, что это место уже посетили Миккельсен и Иверсен в 1910 году, но не оставили ни записки, ни опознавательного знака. Далее они пошли на север, добравшись до самого северного лагеря Пири 1892 года на Мысе Нави. Здесь Фройхен убедился, что американский путешественник крупно ошибся, приняв фьорд за пролив. Из-за погодных условий Фройхен не смог добраться до каменного тура, под которым Мюлиус-Эриксен оставил сообщение, что Пролива Пири не существует, его откроет спустя десятилетие Лауге Кох. Поскольку начиналось таяние льдов и осталось всего 25 собак, нужно было возвращаться.
Из-за заболевания Расмуссена команда двинулась в 1000-километровое путешествие 9 августа. Путь оказался тяжёлым: подтаявший за лето снег был рыхлым, частые метели заставляли стоять на месте; 21 августа пришлось бросить одни нарты без груза: для тягла не хватало собак. На финальном отрезке пути в сентябре Фройхен растянул оба ахиллова сухожилия, а затем был поражён высокой температурой. После возвращения в Туле оказалось, что Наварана нашила для Петера полный комплект охотничьей кожаной и зимней меховой одежды. За время отсутствия Петера Наварана пыталась учиться у миссионеров грамоте, но в конечном счёте результат не впечатлял. Расмуссен хотел доложить о своих открытиях в Дании, и было решено отправляться в Южную Гренландию к 15 апреля 1913 года, когда открывался сезон пароходного сообщения. Наварана осталась в Тасиуаке у знакомых Петера Сёрена и Дорте Нильсенов. Плавание в Данию прошло на борту «Ханса Эгеде», однако в деловом смысле пятинедельное пребывание в Копенгагене было едва ли удачным. Группа Миккельсена была спасена норвежскими промысловиками и первая сообщила, что Канала Пири не существует. Расмуссен принял решение вернуться в Туле в сезон 1914 года и остаться на зиму в Дании с женой и дочерьми. Фройхен подписал контракт на пять лет и должен был вернуться немедленно. Напряжённо прошла единственная встреча Фройхена с Магделене, которая к тому времени развелась с мужем и преподавала на дому, впрочем, они продолжали переписываться.

### Военные годы

Петер и Наварана с детьми. Дания, 1920 год

По прибытии в Туле Фройхена встревожили известия о высадке в Эта экспедиции Дональда Макмиллана, который стремился перепроверить данные экспедиций Пири о «Земле Крокера». Со временем Петер наладил с американцами хорошие отношения и активно осваивал у них английский язык. Что-то заподозрил и Расмуссен, который вернулся в конце лета 1913 года, приобретя для фактории два маломерных судна. Сам Фройхен планировал «Вторую экспедицию Туле», которой предстояло проверить карты Мюлиус-Эриксена по линии побережья Залива Мелвилл, а также точно обозначить Землю Пири. Впрочем, намеченное путешествие сорвалось, когда Петер по случайности разбил в ледниковой трещине теодолит. Взамен он увлёкся этнографией, ибо достаточно овладел языком в общении с Навараной, которая объясняла ему смысл мифологии или тех или иных обычаев. Из-за начала Первой мировой войны американская экспедиция задержалась в Гренландии на два года, и это повлекло множество неприятностей. Например, американец Фицхью Грин в 1915 году застрелил в спину эскимоса Пиугааттока и взял себе его жену. Приютивший Грина Фройхен узнал об этой истории только из мемуаров Макмиллана, опубликованных три года спустя, что не повлекло никаких последствий.
По причине войны Кнуд Расмуссен, отбывший в 1914 году в Данию, не вернулся в Гренландию, и первое письмо в Туле дошло от него только 5 апреля 1915 года, а сам он вернулся 15 июня 1916-го вместе с Лауге Кохом и Тобиасом Габриэльсеном. На следующий день 16 июня Наварана родила сына, который по убеждению врача экспедиции Макмиллана Хэла Ханта не имел биологического отношения к Петеру Фройхену. Впрочем, сам датчанин никогда и ни с кем не обсуждал этого вопроса. Ребёнку дали имя в честь деда Навараны Мекусак Аватак. В сезон 1917 года Туле посетил с инспекцией главный инвестор фактории Иб Нёйбё, которого не радовало снижение прибыли. Сам Расмуссен собирался во Вторую экспедицию Туле, в которую не взял Петера: ему предстояло управлять факторией и далее. Фройхен в переписке с родителями не скрывал пессимизма по поводу будущего: Туле, вероятнее всего, будет аннексировано Данией, и следовало бы заранее озаботиться позицией администратора в новой колонии. Он также застраховал свою жизнь на 10 000 крон, чтобы обеспечить будущее Навараны. Одновременно он занялся литературой, хотя рассказ «Рождество в Мелвилл-Бей» он так и не смог дописать; что компенсировалось тремя статьями в «Отчёте о Первой экспедиции Туле» и медицинской статьёй о заболеваниях эскимосов для профессионального издания.
Зимой 1917—1918 годов в Туле закончились припасы и Фройхен отправился в Тасиусак в сопровождении Навараны и Мекусака, а также Л. Коха и бывшего помощника Ф. Кука Этукишука. Почти сразу путешественники оказались блокированы бураном, а убитого медведя оказалось слишком мало на четверых взрослых людей и 36 собак. У беременной Навараны не было молока, а попытка кормить Мекусака отваром собачьих костей не привела ни к чему хорошему. Ребёнок выжил, но в дальнейшем демонстрировал симптомы задержки развития. Наварана заболела пневмонией, и 15 марта 1918 года преждевременно родила дочь Пипалук, в отцовстве которой никто не сомневался. Оставшись в фактории в одиночестве, Петер демонстрировал странности в поведении, например, однажды взял с собой на охоту все книги, которые упали в трещину во льдах, а его помощник Урвулак выудил и высушил единственный том Мольтесена «Взаимоотношение Авиньонских пап с Данией». С женой и детьми он воссоединился лишь в сентябре; это совпало с известиями, что Расмуссен устроил Фройхену отпуск в Копенгагене. Этого требовало состояние здоровья: два последних сезона датчанин страдал радикулитом и ишиасом, от которых не помогали припарки из разогретого песка.

### Смерть Навараны
Семейство Фройхена прибыло в Копенгаген 11 декабря 1918 года на пароходе «Кора Торвальдсен», вызвав некоторое внимание в прессе; остановились они в отеле «Гафния». Особенно газетчики интересовались двумя медвежатами для зоопарка и экзотической супругой путешественника, а официальная Датская церковь выпустила бюллетень, что Петер «женат на язычнице и ведёт греховную языческую жизнь». Это не помешало провести аудиенцию у короля Кристиана X, который хотел познакомиться с Навараной. Фройхен служил переводчиком с гренландского языка и вспоминал, что Его Величество спросил у эскимоски, как ей понравилась Дания, на что она удивилась, заявив, что «такой тупой человек не может решать всё за всех в Дании, если считает, что она может составить впечатление о стране всего за день». Петер благоразумно смягчил ответ. В Копенгагене Наваране понравилось, что даже зимой светит Солнце, а более всего её очаровал Королевский балет. Эскимоску познакомили с прима-балериной Элной Йорген-Йенсен (Петер знал её со студенческих богемных лет): Наварана подарила ей собственноручно изготовленный крестик, на что Элна отдарилась флаконом духов. Далее Фройхены поселились в семейном доме в Нюкёбинге, где им помогала приехавшая из Гренландии Арнак Йенсен; судя по дневнику Лоренца Фройхена, невестка и дети произвели на всех самое благоприятное впечатление.
В новогодние дни 1919 года, проведённые в Копенгагене, Петер Фройхен заразился «испанкой», и через пять дней в бреду был госпитализирован в Биспебьергскую больницу. В течение четырёх месяцев состояние его было критическим; в конце концов Петера поместили в палату для умирающих, а коллеги по «Politiken» заготовили некролог. Наварана посещала его ежедневно, она прекрасно ориентировалась в датской столице, хотя так и не освоила датского языка; свободно общаться она могла только с Расмуссеном, к которому приходилось ездить в Хуннестед. В мае, когда Петер несколько окреп (хотя так и не набрал вес и не излечился от ишиаса), Расмуссен уволил временного менеджера в Туле, так как Фройхены стремились вернуться. Альтернативой Петеру было совместное предприятие с братом Ибом по выращиванию угрей и экспорту палтуса из Гренландии, но для этого было слишком мало оборотных средств: примерно шесть тысяч крон. Несмотря на протесты врачей, Фройхены устремились в Арктику. Кнуд Расмуссен предложил Петеру войти в состав Пятой экспедиции Туле, но так как он был слишком слаб, Наварану с Мекусаком можно было отправить в Туле для заготовки припасов на арендованном экспедиционном судне, а Пипалук оставить воспитываться в Дании. Впрочем, подписав контракт и получив уверение о трудоустройстве в Туле, Петер летом 1920 года устремился вслед на Навараной. По пути он посетил Юлианехоб, пейзажи которого напомнили ему Исландию. Всю зиму 1920—1921 годов Наварана шила экспедиционную одежду, полный состав экспедиции должен был собраться в Уманаке 16 июня 1921 года. На следующий день Наварана заболела — это была «испанка», достигшая Арктики. Управляющий колонией разместил Фройхенов у себя, однако лечения не существовало, и 2 августа Наварана скончалась в возрасте приблизительно 25 лет. Местный священник Карл Хейлман отказал «язычнице» в погребении и отпевании в церковной ограде, но затем признал проведённую Петером церемонию законной. Наварану упокоили на пустом холме, сложив надгробие из камней. На гроб положили венок из рождественских игрушек, сплетённый женой почтмейстера. Пятилетнего Мекусака оставили у супругов Кристиансен, а Пипалук воспитывалась у дедушки с бабушкой.

### Пятая экспедиция Туле

Европейские участники Пятой экспедиции Туле перед её отправлением. Петер Фройхен в белом, слева от него Кнуд Расмуссен

Пятая экспедиция Туле стала вторым и последним для Фройхена совместным первооткрывательским предприятием, совершённым вместе с Кнудом Расмуссеном. Это была и самая многочисленная команда — 11 человек, из которых почти половина эскимосов. Впрочем, Петер не был в восторге от навыков нанятых Расмуссеном учёных, и постоянно пытался их поучать. Фройхен числился картографом партии, кроме него, из белых в команду входили этнограф Биркет-Смит, археолог Матиассен, ассистент Хельге Бангстед и кинооператор Хансен. Экспедиция отправилась в Гудзонов залив на корабле «Сёконген» («Морской король»), и 18 сентября 1921 года высадилась на остров, окрещённый Датским. Здесь из доставленных стройматериалов был собран экспедиционный дом, прозванный «Мехи» (по-английски «Ревущая Хижина»), так как режим ветров оказался чрезвычайно суровым. Это и была главная экспедиционная база, на основе которой команда Расмуссена проделала в ближайшие полтора года около 18 000 км санного пути. Первые походы начались уже 1 октября — как только начался ледостав. Остров изобиловал дичью, и Фройхен обучал своих коллег управлению собачьими упряжками. Р. Митенбюлер утверждал, что Петеру оказалось свойственно позёрство: он шокировал товарищей «эскимосскими привычками», например, когда вместо мытья посуды отдавал миски и котелок собакам для вылизывания. 4 декабря близ залива Лайон состоялся контакт с эскимосами племени нетсилинг, о которых Расмуссен слышал в детстве в Гренландии; Фройхен убедился, что их с Кнудом языковые навыки позволяют свободно общаться. Датский остров оказался нейтральной территорией, в окрестностях от которых жили племена иглулик, айивилик и нетсилик, далеко не всегда уживавшиеся мирно. Хотя они вели традиционный образ жизни, а женщины покрывали себя затейливой татуировкой, полярные охотники знали употребление муки, чая и огнестрельного оружия, то есть поддерживали контакты с большим миром. Близ зимовки оказались и двое европейцев — англичанин и француз.
Весной 1922 года Расмуссен и этнографы отправились на юг для изучения племён, не знающих добычи морского зверя, а Фройхен на север — к заливу Адмиралти и Баффиновой Земле для картографирования территорий. Ему удалось открыть, поименовать и описать острова Кронпринца Фредерика, залив Нейбе и остров Принца Кнуда (но эти названия так и не закрепились). В эту зиму он несколько отошёл от смерти Навараны и завёл более или менее постоянные отношения с эскимоской Какуртинник. Судя по позднейшим воспоминаниям родни, Петер хотел к ней посвататься и взять с собой в санную партию, но она отказалась. Какуртинник не сообщила Фройхену, что забеременела от него. Ребёнка она назвала Оле Иттинуар, но, насколько можно судить, о его существовании Петер так никогда и не узнал. В свой 36-й день рождения Фройхен записал в дневнике тщательно утаённое воспоминание: ещё в 1904-м году в гимназии на чтении саги о Гуннлауге Змеином Языке одноклассник Вигго Флеминг заявил, что Петер напоминает ему героя саги. Гуннлаугу на 18-летие предсказали, что странствия станут ему погибелью и до 36 лет он не доживёт. В день 20 февраля 1922 года Петер написал письмо Вигго, где сетовал, что своими неосторожными речами он сильно осложнил ему жизнь.
В январе 1923 года Фройхен отправился картографировать залив Фокса. Миссия оказалась неудачной: его ассистентами оказались плохой лыжник Матиассен (археологу зимой не было работы) и молодой эскимос-иглулик по имени Краталик, который до такой степени не хотел отправляться в поход, что грозил датчанину пистолетом. Матиассен заболел от исключительно белкового питания и в конце концов пришлось возвращаться в «Мехи». Здесь из-за сильнейших снегопадов дом завалило до конька крыши и кончика дымовой трубы. Финальный сезон экспедиции также предстояло проводить раздельно: Расмуссен с эскимосской семейной парой отправлялся на запад до севера Аляски, откуда они должны были возвращаться до Нью-Йорка. В «Мехах» оставались Фройхен и Бангстед; после того, как ассистент должен был вывезти собранные коллекции, Петеру предстояло добраться до Туле самостоятельно на санях. Лето 1923 года Фройхен провёл у оленеводов в тундре. 5 января 1924 года он отправился с командой, в которую входили две супружеские четы эскимосов и Хельге Бангстед, однако из-за рыхлого снега пришлось сбросить часть припасов. Когда 6-го числа он решил вернуться в одиночку на упряжке, то попал в метель. Дальнейшее он описывал в мемуарах «Странствующий викинг» и в письмах родителям. Из-за 54-градусного мороза Петеру не хватило сил и умения сложить иглу, он только окружил снежными блоками нарты и заткнул выход чехлом из тюленьей шкуры, который замёрз. Сам он в спальнике лежал под нартами; от дыхания борода смёрзлась, при попытке привстать, пришлось оборвать волосы. Почувствовав, что отморозил ноги, Петер попытался выбраться из снежного логова, но обнаружил, что не взял с собой снежного ножа. Собаки также находились вне ловушки, на вольном воздухе. Фройхен попытался пробить отверстие в снежной стене и это ему удалось, но оно не позволяло выбраться. История о том, как он вылепил из собственных фекалий подобие стамески или долота, которым выковырял твёрдый снег, по-видимому, легендарная. По сведениям Р. Митенбюлера, эксперимент, описанный в The Journal of Archaelogical Sciences, показал, что «инструменты» такого рода непригодны к использованию. Когда Бангстед с эскимосами нашли Петера, оказалось, что трагедия чуть было не свершилась в десяти минутах езды от базового лагеря.
В дневнике 22 января 1924 года Фройхен зафиксировал, что гангреной поражены три пальца на левой ноге, почернели и обе пятки; самостоятельно передвигаться он был не в состоянии. При этом Бангстед не мог обходиться без переводчика. Наконец, 29 января они пересеклись с отрядом Расмуссена, направлявшимся в Инлет. На Датском острове Петер сшил себе просторные камики, а эскимоска Апа обрабатывала раны кровью леммингов и постепенно срезала отмирающую плоть. В июне капитан Кливленд доставил Фройхена в Честерфилд, где местный хирург ампутировал ему большой палец, сочтя, что остальное дотерпит до Дании. Так как было очевидно, что работать в Арктике Фройхен не сможет, он написал главному спонсору Ньёбё с просьбой содействовать в занятии должности директора Копенгагенского зоопарка. Из Понд-Инлета (куда пришло очень тёплое письмо от Магделене Лауридсен) датчанина доставили на «Сёконгене» до Туле, а в Упернавике он погрузился на «Ханса Эгеде», где узнал, что в Копенгагене его давно считают погибшим. Разминулся Фройхен и со своим сыном Мекусаком.

## Дания и США (1926—1944)

### Адаптация на родине

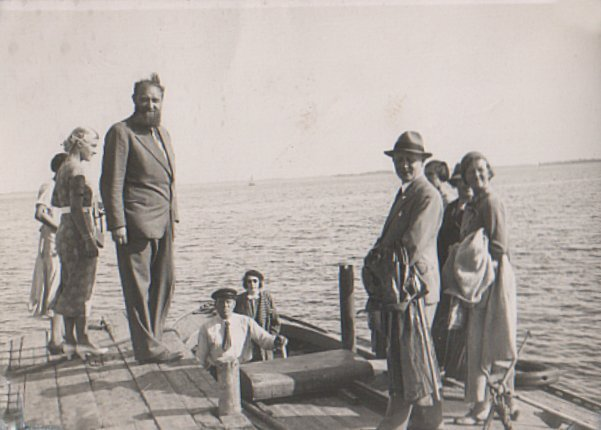
Семейство Фройхена на острове Энехойе. Крайняя справа — его вторая жена Магделене

27 сентября 1924 года пароход «Ханс Эгеде» прибыл в Копенгаген. В гавани Фройхену устроили официальное чествование во главе с министром внутренних дел Хауге, Й. Кохом (сослуживцем по Датской экспедиции) и Дагмар Расмуссен. Из Нюкёбинга приехали родители и привезли 6-летнюю Пипалук, «похожую на японку», как выразился корреспондент «Politiken». Присутствовала и Магделене. Однако после триумфальной встречи настали будни, так как Петеру предстояло заново найти место в жизни, обрести новую семью и найти постоянный источник заработка. На должность директора зоосада претендовало 800 человек, Фройхен оказался одним из двух, вышедших в финал конкурса, но предпочтение всё-таки отдали не ему. Не удалось получить места и в редакции «Politiken». В результате Петер даже обратился к Ньёбё с просьбой вернуть его в 1925 году на должность главы фактории Туле, несмотря на плачевное состояние здоровья (предварительное согласие было выдано ещё два года назад). В октябре театрально-концертное бюро «Билтсинг» предложило ему контракт: цикл публичных лекций по всей Дании по 225 крон за вечер (комиссия агентства составляла 10 %). Магделене приняла его предложение руки и сердца, и 22 ноября 1924 года они заключили гражданскую церемонию, а затем обвенчались. В мэрии возникла проблема из-за того, что брак с Навараной и рождение Пипалук вообще не были зарегистрированы, а Туле не являлось тогда суверенной территорией Дании. В церкви Петер на вопрос, был ли он женат ранее, просто ответил «Нет».
Магделене Ванг Лауридсен принадлежала богатому семейству производителей маргарина. Её родители Йоханнес и Марен знали Фройхена ещё по его первым публичным лекциям. Йоханнес Лауридсен между 1908 и 1920 годами возглавлял Национальный банк Дании, и с 1920 года руководил маргариновым концерном «Альфа». Брак Фройхена едва ли можно было назвать гармоничным: Магделене была склонна к неврозам и депрессии, привыкла к свободе, общим домом они с Петером стали жить только в 1925 году. Впрочем, она поладила с Пипалук, но дочь Фройхена по-прежнему жила у дедушки с бабушкой. Состояние обмороженных ног Фройхена внушало беспокойство, а его настроение ухудшилось из-за возвращения Расмуссена, славе которого Петер завидовал, вдобавок, его собственные лекции пользовались значительно меньшим спросом. В конце концов Фройхену не стали выплачивать положенного ему гонорара, под предлогом выбытия из экспедиции по болезни. Брат Магделене Олаф Ван Лауридсен убедил Фройхена добиваться повышения гонораров через суд, вдобавок, «Билтсинг», чтобы не усиливать конкуренции, хотел разделить города и деревни, где участники Экспедиции Туле могли выступать. Впрочем, статьи Фройхена охотно принимали в «Politiken». Олаф Лауридсен, возглавив фирму, предложил запустить собственный журнал, а Петера сделать его главным редактором. Главной задачей становилось продвижение маргарина «Альфа», и таланты Фройхена позволили сделать журнал «Дома и на чужбине» самоокупаемым, а сам он стал писать книгу, которая должна была восстановить его приоритет и превзойти успех трудов Расмуссена и Лауге Коха. Для работы он избрал остров Энехойе, где располагалась заброшенная ферма; рядом через пролив в Крагескове находился загородный дом одного из дядей Фройхена. Остров принадлежал дальнему родственнику Фройхенов, который уступил недвижимость за 25 000 крон. Магделене на первых порах загорелась идеей и возглавила отделочные работы: из бывшей кузни она оборудовала для Петера кабинет. Впрочем, со временем она остыла к загородному обиталищу и предпочитала жизнь в столице. На Энехойе на лето с семьями приезжали друзья по экспедициям: Й. Кох и Лундагер. Ремонт фермы на Энехойе был недёшев, но, в конце концов финансовый вопрос был закрыт комитетом Экспедиции Туле, который оплатил картографические работы Фройхена в сумме 15 000 крон, выплачиваемых в рассрочку по три тысячи в год. Деньги оказались кстати: боли в ноге не давали Петеру спать и в конце концов его однокашник по университету доктор Бернтсен настоял на ампутации ноги ниже колена. Об операции было объявлено по датскому радио; даже король пожелал путешественнику выздоровления и прислал цветы. Магделене постоянно находилась при нём.
В 1927 году вышли первые книги Фройхена — документальное повествование о гренландцах и роман «Великий ловец». Они неплохо продавались, хотя и не стали литературными событиями. По словам Р. Митенбюлера, дебют путешественника «едва ли проложил ему дорогу на датский литературный Парнас». Прозу его биограф характеризовал как «любительски неуклюжую», что, впрочем, компенсировалось свободным стилем повествования и уникальностью жизненного опыта автора.
Инвалидность потребовала от Петера Фройхена радикальной смены образа жизни. Родня и поклонники предлагали разные варианты устройства вплоть до должности директора Морского музея в Лунде. Далее возник проект сделать его пресс-атташе Гренландского совета. В 1928 году Фройхена нанял комитет «Аэроарктика» и командировал в Мурманск как консультанта по поискам экспедиции Нобиле (это было его первое посещение СССР), а затем и Амундсена, пропавшего, когда отправился на спасение итальянцев. Фройхен побывал в Вардё и Тромсё, освидетельствовал выброшенный морем бензобак самолёта великого норвежца — единственное свидетельство его гибели. Летом 1930 года датчанина взяли как консультанта премьер-министра Торвальда Стаунинга во время его официального визита в Гренландию на корабле «Диско». В Юлианехобе прошла встреча Фройхена с Чарльзом Линдбергом (он всех шокировал тем, что на банкете игнорировал высокую кухню и потребовал сосисок), а далее Петер увиделся с сыном Мекусаком, которого специально доставили из Туле. Так как тот плохо говорил, его пришлось забирать в Данию и поместить в спецшколу, что требовало немалых расходов.

### Голливуд и весь мир

#### «Эскимос»

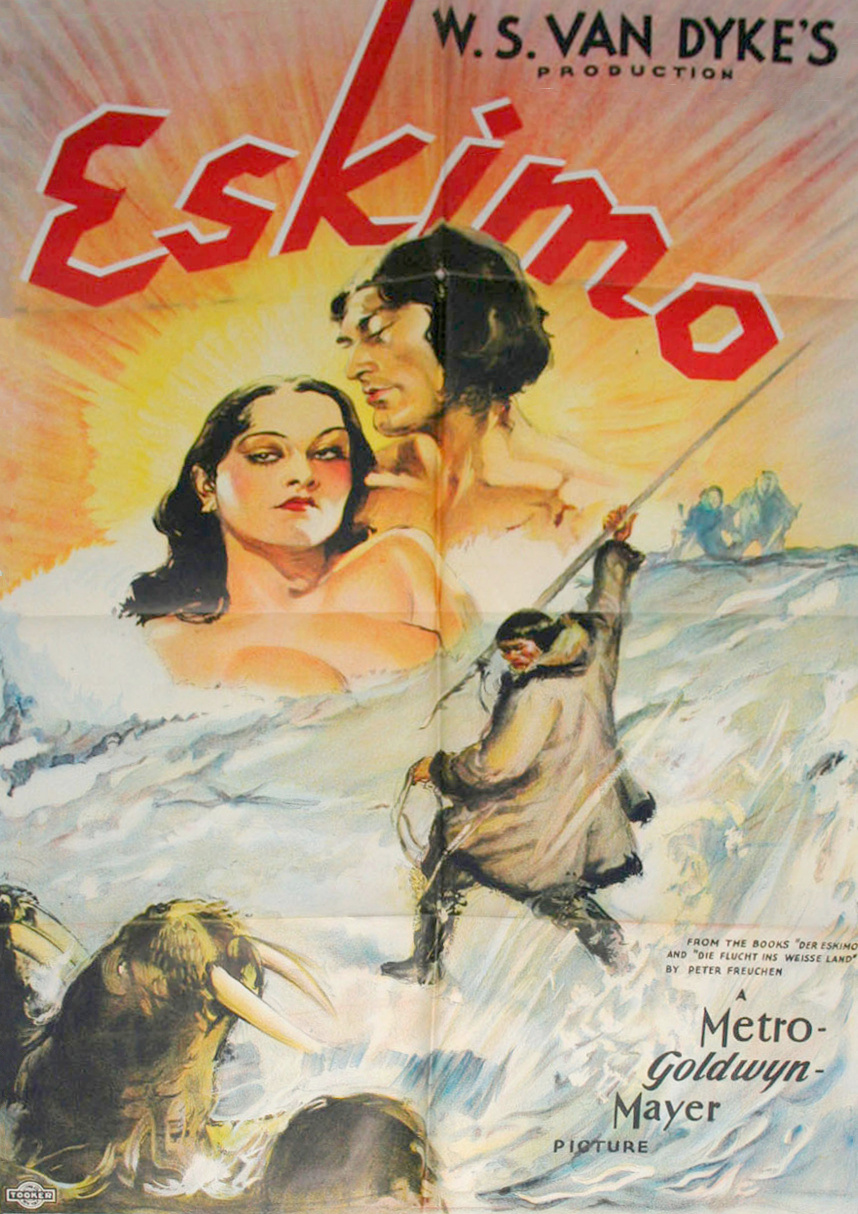
Постер фильма

В 1931 году Фройхен официально зарегистрировал на Энехойе птицеферму и ферму для разведения пушных зверей с уставным капиталом 5000 крон, которая обанкротилась уже через два года. Выходом из ситуации стало консультирование крупного голливудского проекта: действие планируемого фильма должно было разворачиваться в Арктике. В Голливуде Фройхеном заинтересовались благодаря авиакомпании Thompson Airlines, которая собиралась запускать прямое авиасообщение между Нью-Йорком и Копенгагеном через Ньюфаундленд, Гренландию и Исландию. Наконец, к Петеру обратились напрямую из парижского офиса Metro-Goldwyn-Mayer, предложив ставку консультанта 300 долларов в неделю — целое состояние по датским меркам. После выплаты долгов они с Магделене смогли откладывать по 75 долларов в неделю. На Энехойе обосновались арендаторы. В 1932 году Петер Фройхен прибыл в Нью-Йорк, где его принимало руководство аэрокомпании. Датчанин побывал в издательстве «Бони энд Лайверайт». Датский посол в Вашингтоне устроил встречу Фройхена с президентом Гувером в Белом доме. Вышедшая в США книга об эскимосах пользовалась вниманием прессы, и в 1932 году Metro-Goldwyn-Mayer начала работу над фильмом «Эскимос», купив права на книги Фройхена. Далее он получил в Копенгагене чек на 1000 долларов и приглашение работать консультантом-переводчиком, так как планировалось снимать непрофессиональных актёров-аборигенов в их естественной среде обитания. Сразу после прибытия Фройхен вернулся на ставку 300 долларов в неделю на всё время работы над фильмом, чего было вполне достаточно для их с Магделене расходов в Лос-Анджелесе и содержания Энехойе (где арендаторы задолжали 25 тысяч крон) и Мекусака в его коррекционной школе. Супруги поселились в Голливуде по адресу: Лейнвуд-авеню, дом № 7063 близ Китайского театра, соседом был датский актёр Торбен Мейер. Мейер принципиально не водил машину, и Петер возил его повсюду, ибо освоил вождение и купил автомобиль за 350 долларов. Сдружился он и с Дмитрием Тёмкиным, так как Фройхен любил русскую литературу.

Петер Фройхен и Джин Харлоу

Съёмки в Гренландии по ряду причин оказались невозможны, и работа над фильмом шла на Аляске, базой киноэкспедиции стал Теллер. На главную роль взяли Рея Мала, который участвовал в Пятой экспедиции Туле на её заключительном этапе, и даже упоминался в отчёте Расмуссена. Для павильонных съёмок приспособили брошенную бойню, но кинопробы разочаровали, аборигенов задействовали только в массовке и эпизодах; для всех трёх главных женских персонажей использовали актрис китайского и японского происхождения. Съёмки сопровождались рядом скандалов: однажды Фройхен попытался разлохматить причёску одной из актрис, на что та обвинила его в попытке изнасилования и потребовала извинений. В дневнике Фройхен жаловался, что эскимоски Аляски усвоили западную мораль и утратили свободу сексуальных отношений, привычную ему по Канаде и Гренландии — все аборигенки из массовки ему отказали. После возвращения в Голливуд основной задачей Фройхена стало продвижение будущего фильма: он возил по Лос-Анджелесу группу эскимосов, осуществляя перевод и представление. Продюсер запретил Фройхену стричься, так что на пресс-конференции они представляли экзотическое зрелище, что не осталось незамеченным в прессе. Собственных свидетельств Фройхена о моральной стороне дела не сохранилось.
Премьерный показ в Голливуде состоялся 7 января 1933 года. Фильм оказался единственной киноработой Петера Фройхена. Датчанин сильно испортил отношения с Луисом Майером, ибо на одной из вечеринок 31 марта 1933 года попался в кадр папарацци с Джин Харлоу, когда не прошло ещё и семи месяцев после гибели её мужа, и новый скандал в прессе был крайне нежелательным. Вдобавок, в тот день в празднество вмешалась полиция. Впрочем, положенные по контракту обязанности он продолжал исполнять и в дальнейшем, представляя фильм на премьерах в разных городах и штатах. Он заработал достаточно, чтобы не зависеть от родственников жены, и стремился в Данию, рассчитывая сделать литературную карьеру. Нью-Йоркская премьера в декабре не обошлась без скандала, так как рекламный отдел перепутал флаги Дании и Норвегии. Критика также была не слишком благосклонной к окончательной версии фильма и он не принёс большой прибыли в США, хотя полностью окупился в международном прокате. В декабре Фройхен почтил память Кнуда Расмуссена в Клубе исследователей и участвовал в радиошоу, во время которого проводилась радиосвязь с Антарктидой, где работала экспедиция Бэрда. Далее ему предложили написать сценарий фильма о Компании Гудзонова залива и даже командировали в Канаду, однако в конце концов решили проект отменить и расторгнуть контракт с датчанином. Это сильно расстроило отношения с Магделене, которая за год отсутствия Петера на Аляске завела роман на стороне. Когда пришли известия об увольнении, она устраивала дела в Дании, рассчитывая поселиться в Калифорнии. Фройхен отводил душу, общаясь с Рокуэллом Кентом, с которым сильно сдружился.

#### Странствия

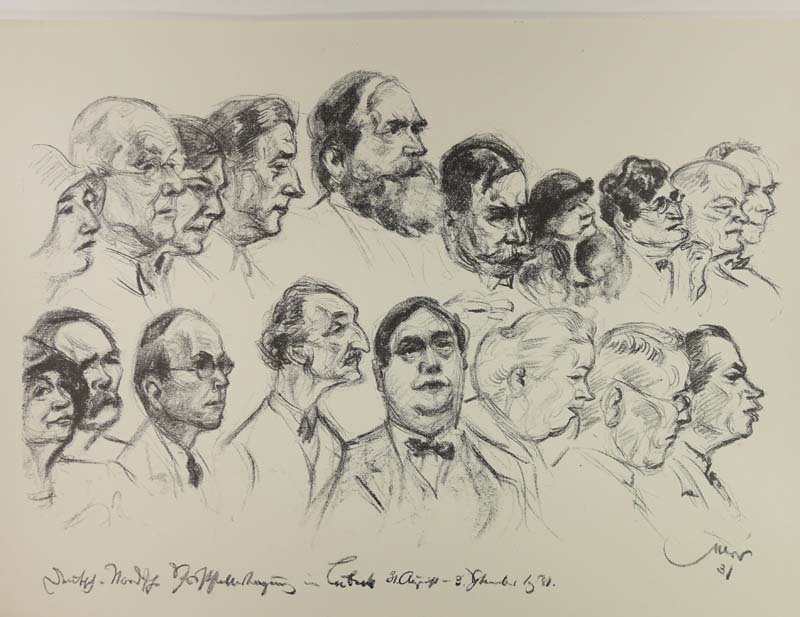
Эмиль Штумпп. Карандашный эскиз участников скандинаво-немецкой конференции писателей в Любеке в 1931 году. В центре верхнего ряда Петер Фройхен

В 1934 году Фройхен представлял «Эскимоса» в европейском прокате: в феврале в Париже и в августе в Берлине. Его неизменно сопровождали Магделене и Пипалук. В Берлине вновь произошёл скандал: Фройхен при фотографировании поднял над головой Лени Рифеншталь (как за год до того Джин Харлоу), но ему запретили тиражировать это изображение как германское Министерство пропаганды, так и руководство MGM. В конце концов Фройхену сообщили, что его присутствие в Германии является нежелательным и он вернулся в Энехойе. Датская премьера состоялась 24 сентября и была тепло принята критиками, которые признали его «культурным фильмом», а не просто «развлекательным». Одновременно издательство «Гилдендаль» заказало детскую книгу о Расмуссене. Несмотря на успех, финансовые дела Петера настоятельно требовали возвращения в США (публика желала лично видеть полярника), и 17 октября супруги Фройхен отбыли в Нью-Йорк. Магделене поселилась в двухкомнатной квартире, а Петер снял себе ферму в Уэстпорте в 80 километрах от города. Чаще всего он общался с Р. Кентом и познакомился с Джеком Демпси.
В 1935 году авиакомпания Pan American наняла Фройхена для рекламы открываемых латиноамериканских направлений на следующих условиях: он бесплатно получает билеты на рейс и продвигает компанию на месте. Благодаря этому контракту Фройхен провёл премьеры «Эскимоса» на Пуэрто-Рико, в Бразилии и в Чили. Впрочем, несмотря на шумиху в прессе, основной доход приносил Энехойе, где неожиданно прибыльным оказалось свиноводство. В конце концов Фройхен объехал почти всю Латинскую Америку как турист, поэтому, по словам критика, его книга «Полёт в Южную Америку» оказалась стереотипной, скорее напоминающей буклет турагентства. В датской прессе он почти ничего не печатал по этому поводу, зато откликнулся статьёй на 25-летие основания фактории Туле. Путешествие в Южную Америку имело иное последствие: Фройхен, который ещё после возвращения из Гренландии очень тепло относился к социал-демократии, стал убеждённым сторонником зоозащиты, приобретя стойкое отвращение к корриде и фуа-гра, и организовал успешную кампанию в Дании против производства фуа-гра. Кроме того, в 1936 году он поддержал бойкот Берлинской олимпиады со стороны датских спортсменов. Эта инициатива возникла по личным причинам: на Энейхое нашёл убежище переводчик книг Фройхена на немецкий язык еврей Эрвин Магнус. Петер также занялся созданием Фонда книговыдачи, из которого следовали отчисления писателям, чьи книги закупались публичными библиотеками. В конце концов Фройхену было официально запрещено посещать Германию и самый крупный книжный рынок Европы сделался для него недоступным.
Осенью 1936 года Петер вернулся в США для чтения лекций, так как его автобиография «Приключение в Арктике» стала популярной. С собой он взял Магделене, безосновательно полагая, что сможет поправить их отношения. В Америке Фройхену вчинил иск доктор Фредерик Кук, находившийся тогда в заключении: датчанина обвиняли в клевете и подрыве репутации, так как Петер последовательно считал американца обманщиком в полемике о приоритете достижения Северного полюса. Иск отклонили. Также удалось заключить контракт на следующую книгу «Это всё приключение», что было очень кстати, ибо долги по Энехойе вновь достигли 20 000 крон.
Летом 1937 года началось длительное путешествие Фройхена по Советскому Союзу, куда он ехал по линии ВОКС и личному приглашению полярника Отто Шмидта. В Ленинграде он высадился 25 июня. В советской прессе сообщалось, что главной целью датчанина являются Якутия и Чукотка и изучение жизни коренных народов Советской Арктики. Фройхен далее проследовал в Москву, где получил гонорары за изданные в СССР книги, и провёл месяц в доме отдыха в советской столице. В августе даже ставился вопрос о его участии в полёте Леваневского: в первом коммерческом рейсе Москва — Северный полюс — Америка. По слухам, Леваневский назвал Фройхена «лишним грузом» и отказал в месте на борту. Окончательно согласованный с властями маршрут выглядел следующим образом: Транссибирской дорогой и самолётом до Якутска, откуда подняться на пароходе по Лене до моря Лаптевых и пройти побережьем через мыс Дежнёва до Камчатки, а оттуда — в Москву. Во время путешествия по Лене Фройхен посетил гору Америка-Хая, на склоне которой погибла экспедиция Джорджа Де-Лонга. Далее на пароходе «Молотов» Фройхен пошёл в порт Провидения, где была школа для советских эскимосов. Сюда не пустили в своё время Расмуссена, а сам Фройхен убедился, что местный диалект больше похож на используемый в Туле, чем в Канадской Арктике. 20-летие Октябрьской революции Фройхен встречал в театре Петропавловска-Камчатского. Путешествие завершилось в Москве, и Фройхен даже опубликовал статью о своём путешествии в газете «Полярная правда».

### Немецкая оккупация и бегство
В январе 1938 года Фройхен отправился в Англию, где читал лекции о поездке в СССР, посетив около сорока городов; его сопровождали Магделене и Пипалук. Поездка оказалась неудачной: заболевшая супруга Петера вернулась в Данию, а далее из-за аншлюса Австрии вся программа была сорвана и едва удалось провести половину выступлений: публику интересовали далёкие от Арктики предметы. Далее отец и дочь поехали в Лапландию консультировать съёмки шведского фильма «Сын полуночного солнца» об аборигенах арктической Европы. Заработанных денег не хватало, ибо ферму на Энехойе опустошил ящур. Осеннее турне с лекциями в Англии было сорвано Мюнхенским сговором. Не менее тяжёлым оказался 1939 год: Сэм Маркс, представлявший Columbia Pictures, предложил Фройхену изучить биографию Альфреда Нобеля для последующего написания сценария. Проект так и не стартовал. Дела Фройхена могли поправить виды на отличный урожай картофеля, но покупатель забрал его, не заплатив. После вторжения Германии в Польшу на почте начался хаос, в результате чего резко усложнилась переписка и получение выплат по роялти. В этих условиях Фройхен выставил остров Энехойе на продажу, и производитель керосиновых ламп и фитилей Сёрен Мадсен предложил ему на 50 % большую сумму, чем он сам заплатил в своё время (по курсу того времени 145 000 крон).
После продажи Энехойе Петер, Магделене и Пипалук обитали в коттедже в Биркерёде (24-летнего Мекусака, который так и не адаптировался к социальной жизни, поместили в интернат для больных людей неподалёку). Дом, купленный на деньги Магделене, был полностью обставлен, при нём имелся акр ягодника и фруктового сада. Однако фру Фройхен не уточнила, что по дому имеется просрочка по старым счетам, которые пришлось возмещать Петеру. Из-за этого они с Магделене рассорились и она уехала в Копенгаген. Утром 9 апреля силы нацистской Германии вторглись на территорию Дании и в течение шести часов оккупировали королевство. Уже в 10 часов правительство Дании обратилось к народу с призывом сохранять спокойствие и не сопротивляться оккупации. Несмотря на ожидания Фройхена, население «стало играть по правилам» и получило «на удивление много свободы». Неугомонный Петер не мог не участвовать в сопротивлении, впрочем, его реальная роль была намного меньшей, чем он это описывал в послевоенных мемуарах. Он агрессивно выступал против оккупационного режима и нацизма вообще, а далее его сочли достаточно надёжным, чтобы устроить в доме перевалочную базу для английских разведчиков и диверсантов, засылаемых в Данию. Дом его стал информационным центром сопротивления, а в подвале и сарае хранили амуницию. Единственным источником существования Фройхена в оккупации стали лекции (первая из них — 16 мая — собрала 300 человек), которые также являлись удобным прикрытием для передачи писем и других документов. Пипалук, которой исполнилось 22 года, упросила отца разрешить ей жить отдельно, и переехала в Копенгаген. Фройхен устроил её репортёром, но узнав, что она сама сделалась подпольщицей и участвовала в нападении на «подстилок» (датчанок, находившихся в половой связи с оккупантами), вернул её в семейный коттедж.
В 1943 году после выборов в риксдаг немецкие власти свергли датское правительство и начался «жёсткий» этап оккупации. В начале сентября Фройхена арестовали и увезли на военную базу Хёвельте-Касерне, где оккупанты устроили сортировочный лагерь. В камере, куда поместили Петера, было 14 узников, в том числе однокашник по университету профессор психологии Эдгар Рубин, не успевший бежать после введения расовых законов. Несмотря на тесноту и необходимость спать по графику (нар на всех не хватало), заключённые не голодали, так как ещё один сокамерник, владелец стекольной фабрики, подкупил стражу, которая обеспечила повышенный паёк и передачи с воли. Своему быстрому освобождению Фройхен был обязан младшему брату Ибу. Подробности сообщила ему сестра Элли: Иб Фройхен, ставший известным врачом, вышел на представителя MGM в Дании Хорна (у Иба лечилась его жена). По другой версии, руководство фирмы узнало об аресте Петера от актрисы Луизы Райнер. В свою очередь, у Хорна имелись общие знакомые с главным нацистским администратором Вернером Бестом, которого удалось убедить, что Фройхен не более чем «салонный коммунист», который в принципе не способен участвовать в серьёзном деле. По Р. Митенбюлеру, это соответствовало действительности. Бест издал приказ об освобождении девяти человек, ибо преференции одному только Фройхену могли вызывать подозрение. Сам Петер в датской и американской версиях своих мемуаров приводил разные версии своего освобождения. В датском издании он упоминал, что бежал, но ограничился лишь констатацией, да ещё и в юмористическом контексте. Американская версия, по-видимому, основывалась на сценарной идее, впоследствии предложенной в Голливуде, но так и не реализованной. Якобы его вызволили бойцы сопротивления во время сильного бомбового налёта союзников.
После освобождения Фройхен обнаружил, что Магделене нет дома: она уехала к родным. Узнав подробности освобождения, Петер и его дочь Пипалук решили бежать в Швецию. «Для маскировки» полярник впервые за многие десятилетия сбрил бороду. Далее отца и дочь провели в порт и спрятали вместе с другими беженцами в деревянные ящики. Магделене не пожелала участвовать в этом, и добиралась до Швеции легально. Прибытие Фройхена в Швецию широко освещалось местной, а затем и американской прессой, что оказалось преимуществом: ему сразу же предложили лекции, дававшие приличный заработок. Когда в мае 1944 года в Стокгольм прибыла Магделене, оказалось, что отношения её с Петером восстановлению не подлежат. Это побудило Фройхена оформить для себя статус беженца и подать заявление на въезд в США. Пипалук, у которой в Швеции начались романтические отношения с театральным критиком Бенгтом Хегером (за которого потом вышла замуж), решила остаться в Европе и жить самостоятельно. Наконец, Госдепартамент дал разрешение, так как фирма MGM брала датчанина на поруки и оплачивала его переезд и размещение.

## Последние годы (1944—1957)

### Переезд в США. Третий брак
4 декабря 1944 года Петер Фройхен прибыл в США на борту «Аквитании». Его жена Магделене осталась в Стокгольме с новым спутником жизни. Фройхен поступил в распоряжение посла Дании Кауфмана, который после 1940 года отказался покидать свой пост и игнорировал все распоряжения из оккупированной страны. Посол считал, что «настоящий викинг» станет прекрасным неофициальным амбассадором, тем более что это не требовало от Фройхена смены образа жизни и занятий. В Вашингтоне Петер встретился и с бывшим одноклассником Нильсом Бором, с которым до того изредка переписывался. Далее полярник-писатель провёл несколько успешных турне с публичными лекциями, пользуясь особенным успехом на Американском Юге. На рождественском ужине 1944 года у друзей — четы Бендикс — Фройхен познакомился с художницей-оформителем Дагмар Муллер, урождённой Кон, муж которой недавно погиб на войне. Дагмар — датская еврейка, эвакуировавшаяся с родины, моложе Петера на 21 год. По её собственным воспоминаниям, рыжебородый «викинг» сразу произвёл на неё впечатление, так как принёс двух гусей, которых сам же и приготовил. Несмотря на разницу в возрасте и то, что Фройхен еле сводил концы с концами, они быстро сошлись. В апреле 1945 года Петер написал Магделене, потребовав развода, на который подал в Мексике, поехав туда из Корпус-Кристи, где читал лекции. В этом городе он узнал об окончании войны в Европе. Свадьба Петера и Дагмар прошла 23 июня 1945 года в доме Рокуэлла Кента в О-Сейбл-Форкс; гражданскую процедуру засвидетельствовал судья Брюстер, потомок «отцов-основателей», а шафером выступил певец Поль Робсон. Жили супруги отдельно друг от друга: Петер снял ферму в Ноанке, так как привык к тишине, а в квартире Дагмар постоянно бывали гости и звонил телефон. Однако она приезжала так часто, как это было возможно. Испытания предыдущих лет не прошли для Петера даром и в январе 1946 года он пережил свой первый серьёзный сердечный приступ. Проведя месяц в больнице «Маунт-Синай», он ещё месяц восстанавливался в Наполеонвилле в Луизиане, где квартировал у супругов Монсон. Именно там он отпраздновал своё 60-летие, не оставшееся незамеченным в прессе по обе стороны океана.
Обосновавшись в США, Фройхен не отказался от своих левых взглядов. В конце 1940-х годов он заинтересовался реальными проблемами американской политики, в частности, положением чернокожих, о чём много писал в датской прессе. В связи с этим полярник отыскал Мэтью Хенсона — негра-помощника Роберта Пири, вместе с которым тот достиг в 1909 году Северного полюса. Мэтью было уже около восьмидесяти лет, и он жил на скудную пенсию в бедно обставленной квартире в Гарлеме. Побывавший вместе с Фройхеном у Хенсона датский археолог Й. Мельдгор утверждал, что Петер втайне стал оказывать чёрному полярнику финансовую помощь. Через Рокуэлла Кента датчанин познакомился с Полем Робсоном, и даже помогал ему в политической борьбе. Например, Фройхен присутствовал на митинге 27 июня 1947 года на Мэдисон-сквер, посвящённом правам и свободам негров; митинг собрал около двадцати тысяч активистов во главе с мэром Ла Гуардия, Робсон и Дюк Эллингтон выступали со своей музыкой. Круг общения и взгляды Фройхена вызвали подозрение ФБР, которое открыло дело.
В 1948 году супруги Фройхен впервые после войны поехали в Данию, где обнаружили, что Петера воспринимают как национального героя. Закончив дела, Петер предложил поехать в Гренландию; однако в конечном итоге его сопровождала дочь Пипалук (в замужестве Хагер). Распоряжением американского правительства Фройхену было запрещено высаживаться в Туле; телеграмма об этом была направлена на борт парохода, которым следовал датчанин. Впрочем, оказалось, что старый торговый форпост расположен в другом углу залива и ограничения на него не распространялись. После возвращения Фройхены поселились в Нью-Йорке на Восточной 57-й улице в доме № 444, соседом по которому оказался Артур Миллер. Основным источником существования для Петера стал литературный труд, его мемуары «Викинг-скиталец» и «Приключение в Арктике» вызвали положительные отзывы критиков и даже коллег-полярников и уверенно раскупались. Дагмар иллюстрировала американские издания своего мужа и писала к ним предисловия. Петер проявлял обычную для него эксцентричность, например, вознамерился основать клуб, членов которого объединял такой же день рождения, как у него самого. Он оставался гурманом, и вместе с Дагмар они написали «Кулинарную книгу семи морей», из предисловия к которой явствует, что Фройхен имел безукоризненные застольные манеры, всегда настаивая на «пристойном столовом серебре», прекрасно умея пользоваться «всеми этими ножами для разных видов рыбы».

### Медийная персона. Кончина

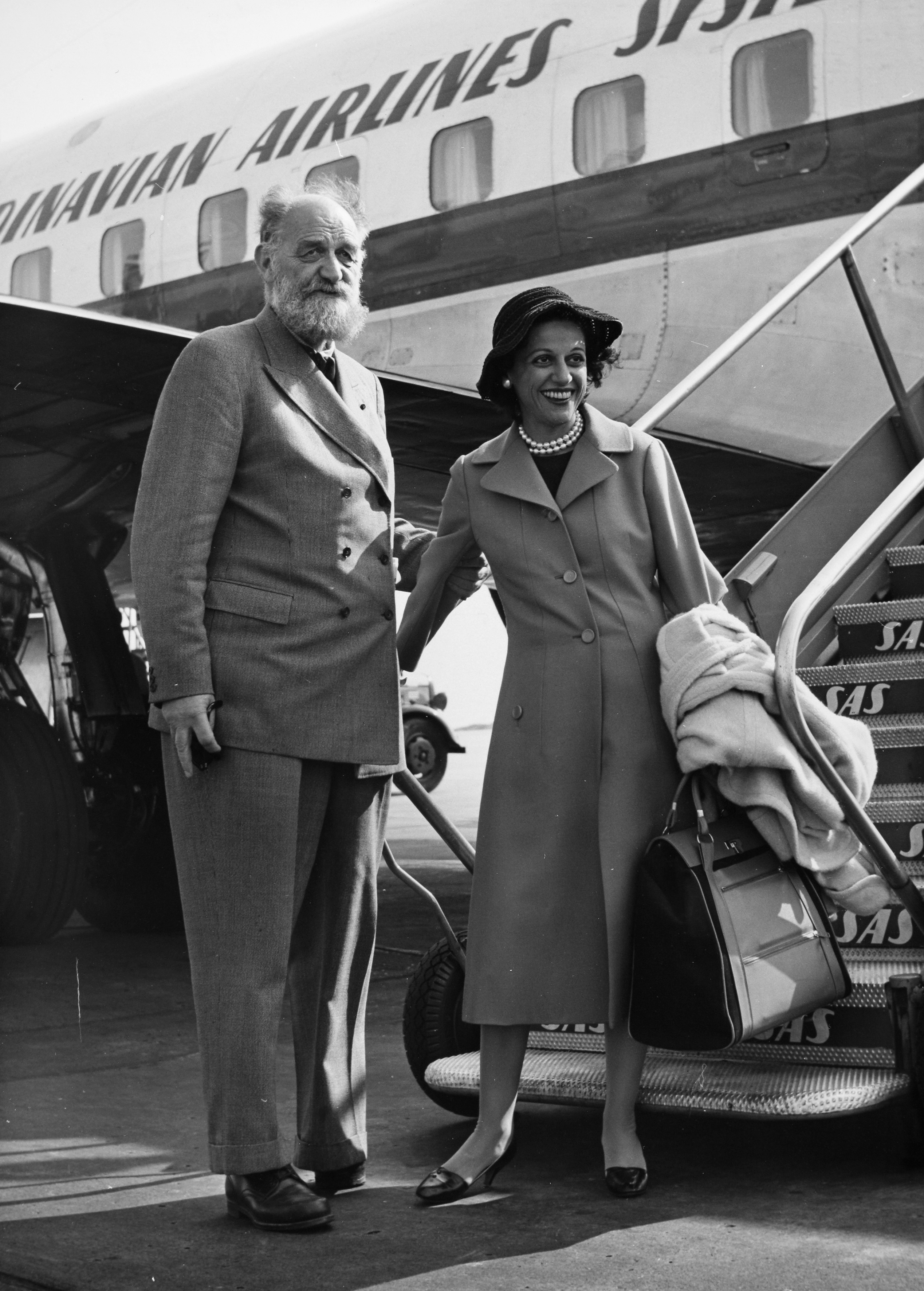
Петер Фройхен с третьей женой Дагмар во время одного из путешествий 1950-х годов

В 1954 году Фройхен приглашался американскими военными властями в Туле, в расчёте на посредничество между американцами, датскими властями и местными эскимосами, которых отселяли на двести километров. Параллельно он был нанят консультантом рыбопромышленной фирмы, намеревавшейся начать в Гренландии промысел. В конце концов в Дании был принят закон о публичных библиотеках и 70-летний Фройхен получил отчисления в размере 2400 крон в год; ещё десять тысяч принесла реклама фирмы холодильников «Атлас». В 1956 году он включился в предвыборную кампанию кандидата в президенты США от Демократической партии Стивенсона, и его речь привлекла Бергена Эванса, который совмещал профессорскую должность с редактированием вопросов для телевизионных викторин и ток-шоу. Редакция самого рейтингового шоу того времени «Вопрос на 64 тысячи долларов» пригласила полярника на запись, и он выиграл 64 000 долларов (450 000 датских крон), отвечая на вопросы о Мировом океане. Эта сумма примерно соответствовала среднестатистическому доходу американца за двадцать лет. Известность, полученная на телевидении (шоу смотрело приблизительно 50 миллионов телезрителей, по слухам, даже президент Эйзенхауэр), привела к увеличению продаж книги «Викинг-скиталец». Шоу смотрели даже в полярной Канаде, что побудило сына — Оле Иттинуара, который никогда не знал отца, — написать Фройхену. Дошло ли письмо до адресата, неизвестно. В Дании о существовании Иттинуара стало известно лишь в 1964 году, а Пипалук Фройхен впервые встретилась с братом ещё через двадцать лет.
Успех Фройхена привёл к инициации нового телепроекта: журналист Лоуэлл Томас предложил отправить на Северный полюс величайших полярников предыдущего поколения — Фройхена, Балхена, Макмиллана и Уилкинса. Планировалось заснять перелёт из Аляски через полюс в Гренландию. 31 августа 1957 года четвёрка вылетела из Нью-Йорка на Аляску, прибыв с пересадками в Анкоридж на военную базу Эльмендорф 2 сентября. В гостинице сразу после прибытия у Петера Фройхена случился очередной сердечный приступ, оказавшийся летальным — смерть наступила мгновенно. По желанию Дагмар, его тело кремировали и прах развеяли в Гренландии над авиационной базой в Туле.
Внук Фройхена Питер Иттинуар (сын Оле) получил известность как учёный и политический активист; он сделался первым инуитом — депутатом палаты общин канадского парламента с 1979 по 1984 годы, представляя округ Нунавут, одним из создателей которого явился.

## Членство в обществах и организациях. Награды
Петер Фройхен состоял в Королевском Датском и Американском географическом обществах. Награждён Медалью Ханса Эгеде (1921) — единственной его географической наградой. Как и все участники Датской полярной экспедиции, в 1908 году он удостоился медали «За заслуги».
П. Фройхен являлся обладателем трёх датских литературных наград:
- Премия Софуса Микаэлиса (1940)[175].
- Премия памяти Германа Банга[дат.] (1954)[176].
- Премия капитана Х. Лундгрена (1000 крон, 1956 год)[177].

В аннотации к одной из изданных посмертно книг утверждается, что в 1957 году Петер Фройхен был награждён золотой медалью Международного общества Бенджамена Франклина с формулировкой «за служение человечеству через открытие новых границ».
В честь П. Фройхена в 1985 году поименован астероид 3369 «Фрейхен», открытый в Копенгагенской обсерватории. В честь первооткрывателя и его первой жены названы Земля Фрейхена и Наварана-фьорд.

## Память

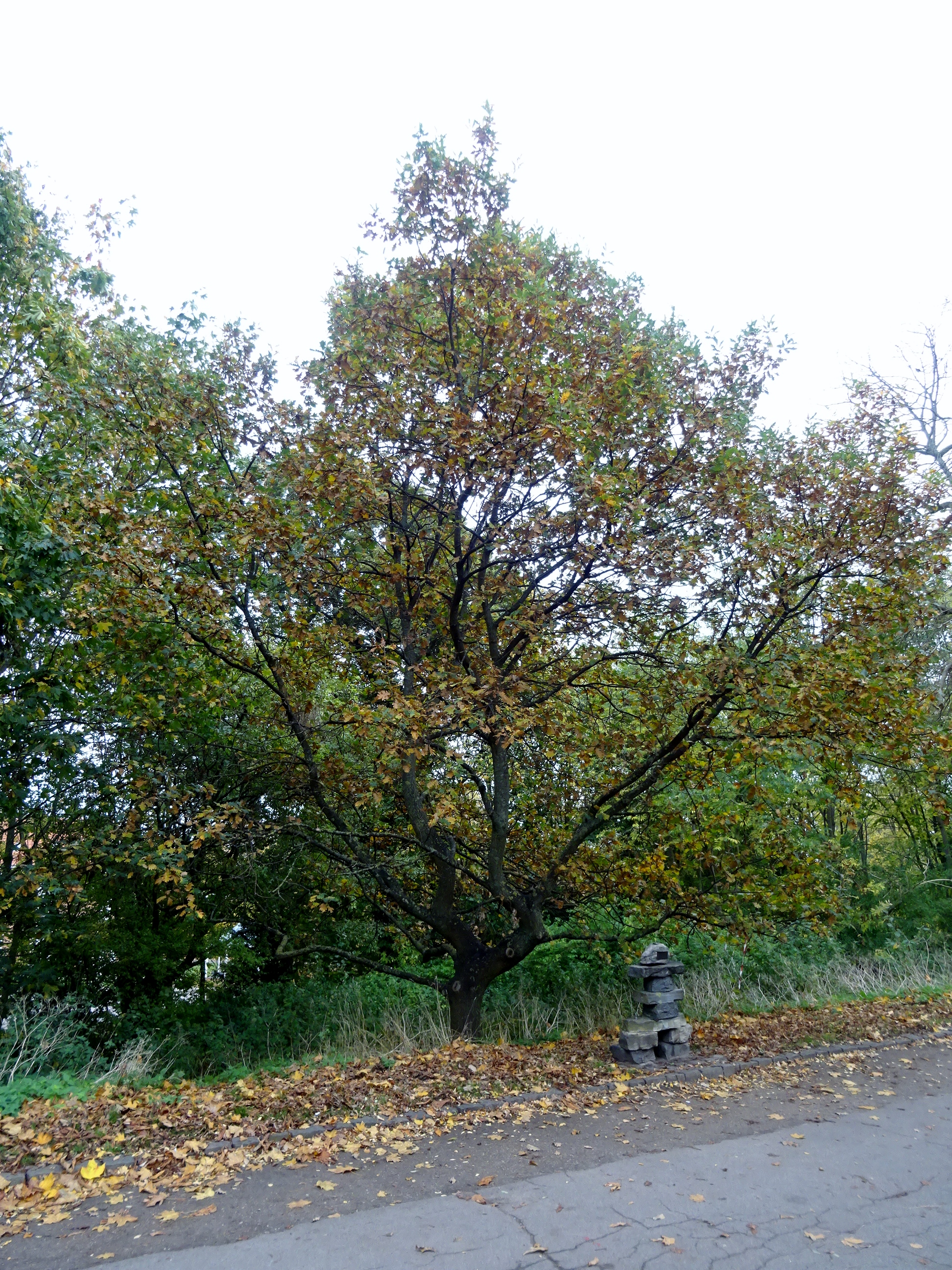
Дуб и «Инугсук» — памятник П. Фройхену в Копенгагене (октябрь, 2022)

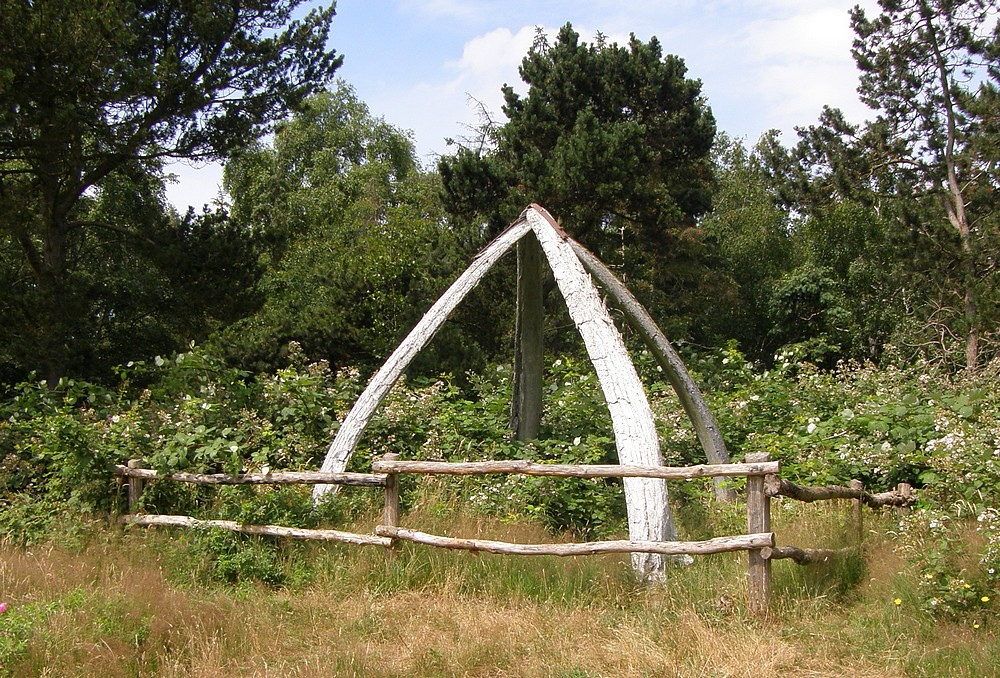
Каркас эскимосского жилища из китовых костей, воздвигнутый П. Фройхеном на острове Энехойе

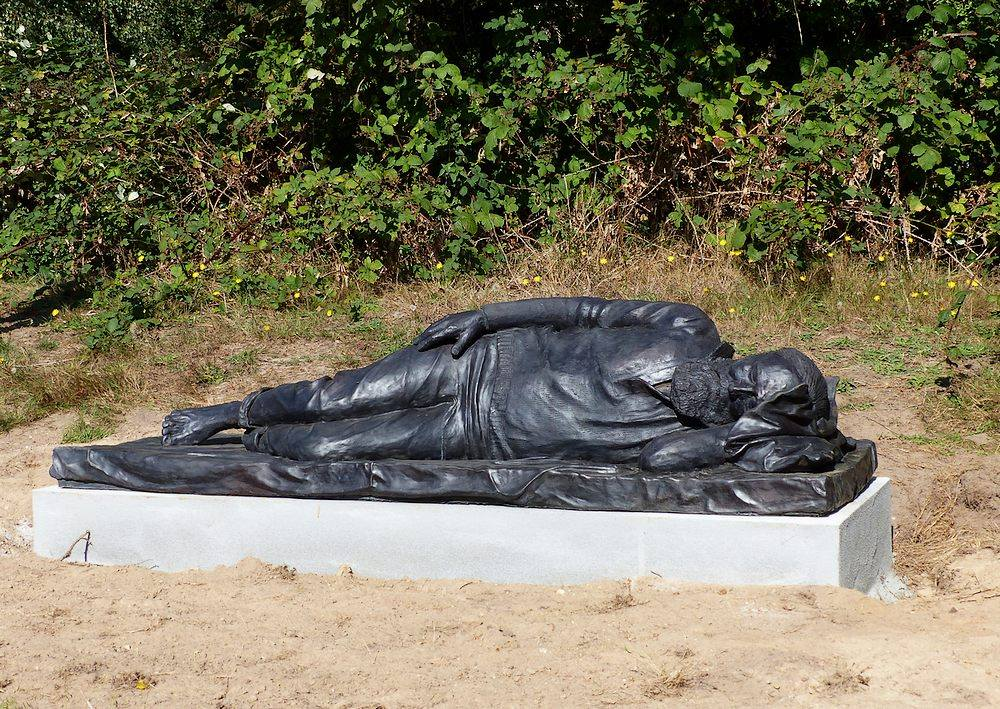
Статуя лежащего Фройхена, остров Энехойе

На променаде Лангелиние у яхтенной гавани Копенгагена основанный Фройхеном Клуб искателей приключений почтил его столетие (20 февраля 1986 года) посадкой дуба. К 60-летию Клуба 12 декабря 1998 года перед дубом был установлен «Инугсук» — небольшой памятник в виде эскимосского кайрна, выложенного из необработанных камней. Дом в Нюкёбинге, в котором родился П. Фройхен, отмечен памятной доской, но в остальном заброшен и не является туристическим объектом. Необитаемый остров Энехойе в Наксков-фьорде с 2000 года является природным заповедником, до которого можно добраться только по воде. Здесь близ бывшего дома Фройхена сохранился каркас летнего эскимосского жилища из китовых челюстей, рядом с которым муниципалитет Накскова установил статую исследователя, изображённого лежащим в траве. Скульптор Йон Корнер.
Единственная на долгие годы биография Фройхена была скомпилирована его дочерью Пипалук и младшим братом Ибом в 1958 году, с тех пор книга не переиздавалась. Курт Фредериксен в 2011 году представил новую датскую биографию, в которой впервые «вывел Петера Фройхена из тени Кнуда Расмуссена». Небольшое по объёму издание «прервало слишком длинную паузу» в публикации новой биографии путешественника. В 2013 году в Дании вышла биография П. Фройхена, созданная журналисткой Янни Андреассен на материале вновь открытых архивов (Арктического института Дании и Музея Фредериксверка) и личной переписки героя. Рецензенты высказывались позитивно, отмечая, что автору удалось не скатиться в агиографию, продемонстрировав сложность жизненного пути Петера Фройхена, а также непризнание его со стороны литературных институций Европы и за океаном.
Первая на английском языке биография П. Фройхена была выпущена американским писателем и журналистом Рейдом Митенбюлером. Автор заинтересовался полярником во время посещения Клуба исследователей в 2015 году; презентация книги состоялась 6 марта 2023 года. Обозреватель Карл Хофман («The Washington Post») отмечал, что книга написана легко и с большим энтузиазмом. По мнению Митенбюлера, Фройхен сильно отличался от эталонных полярных исследователей: «одержимых мрачных эгоистов» Роберта Пири и Фредерика Кука или «стального» Эрнеста Шеклтона, он был «большим, спокойным, неутомимым человеком, всегда готовым к приключениям». Впрочем, при всей энергии и общительности, ему недоставало интеллектуальной глубины и склонности к размышлениям, несмотря на все пережитые трагедии. По мнению К. Хофмана, биограф столкнулся с главной проблемой: его герой являлся типичным «человеком второго плана в истории». В Туле он был лишь сотрудником и ассистентом Кнуда Расмуссена, в Голливуде не он инициировал кинопроекты, не он продюсировал и режиссировал. Многие особенности его биографии даны «скороговоркой»: от женитьбы на 13-летней эскимоске, сын которой, по-видимому, не являлся биологическим ребёнком Фройхена, до подробностей его бегства из Дании или путешествий по СССР, который датчанин посещал дважды. Единственным и главным достижением П. Фройхена явились «годы, проведённые среди отдалённой и яркой культуры в уникальное время», и умение поведать о собственном опыте.
Писатель У. Эйкерс в «The New York Times» счёл биографию Фройхена «очаровательной», ибо он отличался не героизмом и совершёнными подвигами, а тем, что стремился превратить отдалённые страны в собственный дом. Наилучшей названа первая половина книги, посвящённая гренландскому периоду жизни путешественника, в которой показано, что «Фройхен был лучшим наблюдателем, чем большинство других» его современников. Безусловно, в первую очередь им двигало стремление разбогатеть, что нисколько не противоречило искреннему желанию познать культуру эскимосов изнутри, что доказывается и историей первого брака Фройхена. Однако часть книги, посвящённая жизни Фройхена в Европе и США, произвела на У. Эйкерса впечатление слишком затянутой («200 страниц на материале, которого хватило бы для одной главы»). Тем не менее книга была признана «убедительной», а её герой — «одним из самых харизматичных исследователей, когда-либо пересекавших льды». «Подробной и в некоторых местах увлекательной» назвал книгу обозреватель «The Wall Street Journal» Доминик Грин. Английская писательница и исследователь Антарктики Сара Уилер отметила огромный объём архивных первоисточников, которые пришлось обработать Рейду Митенбюлеру, посетовав, что недоступными оказались источники эскимосского происхождения.
Летом 2021 года на Новой сцене Александринского театра режиссёр Яна Тумина поставила спектакль «Живой», жанр которого обозначен как «Покадровая биография в концертном исполнении». Часовое действо основано на биографии Петера Фройхена, роль которого исполнял Александр Кошкидько. Целью авторов стало «удивление и сопереживание избыточной витальности» своего персонажа.

## Произведения
Серьёзных литературоведческих исследований творчества Петера Фройхена не проводилось. На 60-летие полярника датский поэт и критик Том Кристенсен отмечал, что в литературу Фройхен пришёл случайно, и никогда не мог считаться профессиональным литератором. «Он писал свободно, не думая о [правилах] композиции, и полёт фантазии являлся для него само собою разумеющимся», что неизбежно приводило к конфликтам с редакторами и комментаторами. Со временем качество текстов возрастало, сложился и образ автора-повествователя: «крутой парень, путешественник и весельчак, прирождённый рассказчик», чья «наивная душа» требует всё новых и новых приключений.
Разбор произведений П. Фройхена, переведённых на английский язык, представил библиотекарь Канзасского университета Лоуренс С. Томпсон. Согласно его мнению, Фройхен «обладал единственным в своём роде литературным даром», направленным почти исключительно на интерпретацию его собственных приключений в высоких широтах Арктики. Его публицистическим и беллетристическим трудам присущ живой авторский стиль, а также психологическая проницательность, сила его как писателя заключалась в «интимном и исчерпывающем» знании реальности выживания в полярном мире. На английском языке вышли три автобиографических книги Фройхена: «Приключение в Арктике» (Arctic Adventure: My Life in the Frozen North, 1934), «Это всё приключение» (It’s All Adventure, 1938) и «Странствующий викинг» (Vagrant Viking, 1953). Средняя из них отражала жизнь Фройхена на его ферме на Энехойе и была, по выражению Томпсона, «полна датской крестьянской мудрости и лёгкой иронии». В целом его автобиографии отражают журналистское прошлое своего автора, демонстрируя повествователя как искренне преданного своему делу, который держит в памяти достаточно «мелких подробностей, чтобы поддерживать читательский интерес». Впрочем, не менее характерна для него идеализация жизни эскимосов, да и его документальные произведения содержат множество вымышленных эпизодов. Все сюжеты художественных произведений Фройхена также базируются на его полярном опыте, что нередко вызывало обвинения в том, что он «рядит этнографическое описание в романную одёжку». В романах «Лучший охотник» и «Ивалу» Фройхен пользуется своими знаниями эскимосской психологии, чтобы уверенно повествовать о чувствах первобытного народа в терминологии, понятной жителям развитых стран. В романе «Морской тиран» (1932) описана команда китобоев под командой Данко Келлара, чья манера руководства «представит слабаком даже Уильяма Блая». По мнению Л. Томпсона, самой интересной частью этого романа является описание взаимодействия Келлара с эскимосами, собственно, это главная тема всех произведений Фройхена. На фоне безликих европейцев выделяется фигура протагониста — эскимоса по имени Аллиналук. Роман «Белый человек» (1946) может считаться историческим, ибо его действие отнесено ко временам миссии Ханса Эгеде. Главные герои — Петер Гассман и его жена Карен — отправляются в Гренландию, спасаясь от датской тюрьмы, и полностью очарованы новой родиной и её жителями — эскимосами. В романе «Закон Лариона» (1952) действие переносится на Юкон вековой давности, и описывается его вождь, герой такого же типа, как Мала («Лучший охотник») или Аллиналук. Роман «Легенда о Дэниеле Уильямсе» (1952) в оригинале неполиткорректно именовался «Ниггер Дэн». Его героем является бывший раб Дэниел Уильямс, который бежал из США перед Гражданской войной и прославился в Саскачеване. Его историю Фройхен обнаружил в архиве Компании Гудзонова залива и превратил бесстрашного негра-охотника в некое подобие Пола Баньяна. Дэн — это великий стрелок из винтовки и горячий проповедник чёрной версии протестантизма. Роман «Плавучие льдины и пылающая вода» (1954) Л. Томпсон сравнивал с «Декамероном Залива Мелвилла». По форме это робинзонада: пятеро спасшихся китобоев — белые и эскимосы — обмениваются рассказами о жизни в ожидании спасения и постепенно меняются местами. Сожалея о безвременной кончине полярника, Томпсон отмечал, что «Ивалу, Аллиналук и несравненная Наварана… могут радоваться возвращению Большого Пита домой».

### Комментарии
1. ↑  В мемуарах и переписке П. Фройхен не скрывал интимных подробностей, иногда неприятных. Так, он прямо заявил, что первый сексуальный опыт приобрёл в школьные годы с соседкой-баронессой, которой было за сорок. Её привлекали «неуклюжие, неловкие мальчишки» и случившееся фактически явилось изнасилованием[16]. Позитивный сексуальный опыт он приобрёл далее в артистической среде Копенгагена, а первой эскимосской возлюбленной датчанина стала Магдаларек — девушка, которая гребла на умиаке Фройхена в Хольстенборге[17].
2. ↑  Организация экспедиции оставляла желать лучшего: во время шторма на «Дании» произошла поломка такелажа; для ездовых собак вообще не было предусмотрено места на борту, они всем мешали и оставляли повсюду экскременты. Три ездовых собаки были смыты за борт штормом. Фройхен откровенно писал, что «теперь знает, как не надо снаряжать экспедиции». Из-за неправильной инвентаризации в последнюю зимовку всей команде пришлось питаться исключительно рыбными фрикадельками и томатным супом из банок[19].
3. ↑  Исследованием частной жизни П. Фройхена занимался Асгер Йепсен, однако он скончался в 2008 году, и архив, использованный для его книги, остался недоступным последующим биографам. Микелла родилась в 1879 году в богатой копенгагенской семье, её мать приходилась сестрой художнику Кристиану Сартману, а все сёстры Микеллы так или иначе самореализовались в мире искусства. Фрёкен Эриксен была талантливым лингвистом, владела русским и французским языками, интересовалась эскимосскими наречиями. Умерла она в доме престарелых в Ордрупе 1 марта 1952 года, так и не выйдя замуж. Сам Фройхен в изменённом виде использовал коллизию между ним и Микеллой в романе «Ивалу», процитировав дословно письмо от М. Эриксен. Из новых архивных находок следует, что они периодически возвращались к событиям 1911 года в последующей переписке, которая длилась, по крайней мере, до 1943 года. Микелла встречала вдо́вого Петера и после его прибытия из Пятой экспедиции Туле в 1924 году[40]. Большой вклад в изучение её биографии внесла внучатая племянница Генриетта Файв, работающая в Норвегии[41].
4. ↑  Канадский историк Кенн Харпер[англ.] обнаружил, что главного злодея в романе Петера «Ивалу» (1930), прототипами героев которого были Наварана (литературная Ивалу) и сам Фройхен (торговец Бози), звали Миник. Это реальное имя эскимоса, увезённого Пири в Нью-Йорк, где он провёл всё детство и юность; литературный персонаж наделён множеством реальных биографических деталей. Из этого историк выводил, что биологическим отцом Мекусака являлся именно Миник. Дочь — Пипалук Фройхен — также прямо заявляла, что у неё и Мекусака разные отцы[65].
5. ↑  Эвакуировавший последних участников партии Макмиллана капитан Боб Бартлетт, хотя и имел на борту 8 тонн груза для Фройхена (они должны были компенсировать расходы фактории на содержание американцев), но предпочёл утаить припасы и с выгодой продал их в датских колониях на юге[68].
6. ↑  Главной причиной стало то, что склонный к эпатажу Фройхен объявил себя евреем (например, в интервью «Jewish Daily Bulletin»), что немедленно было растиражировано Еврейским телеграфным агентством[120][121]. Уже в 2018 году в израильской и американской печати распространялась сенсационная новость, что отец Фройхена имел еврейское происхождение, однако она была опровергнута[122][123].
7. ↑  Магделене принципиально отказывалась подписывать документы о разводе и утверждала, что по датским законам Петер должен считаться двоеженцем[158].
8. ↑  Современные исследования показывают, что в Саскачеване одновременно могло оказаться два чернокожих Дэниела Уильямса[199][200].

### Издания переводов
- Великий ловец : Роман из быта эскимосов Гудзонова залива / Петер Фрейхен ; Авториз. пер. с датского А. В. Ганзен. — М.—Л.: Земля и фабрика, 1930. — 222 с.
- Беглец : роман из быта эскимосов Гудзонова залива : продолжение книги «Великий ловец» / Петер Фрейхен; авториз. пер. с датского А. В. Ганзен ; Обложка: Б. Титов. — М.—Л.: Земля и фабрика, 1930 (14-я тип. «Мосполиграф»). — 245 с.
- Зверобои залива Мелвилла : [Повесть] / Пер. с дат. Р. Б. Коссого и А. Д. Михальчи; Послесл. канд. ист. наук Л. Файнберга. — М.: Географгиз, 1961. — 232 с. — (Путешествия. Приключения. Фантастика).
- Когда уходят льды : [Арктический год] : [Пер. с англ.] / Послесл. М. А. Богуславской, С. М. Успенского. — М.: Географгиз, 1963. — 448 с. — (Рассказы о природе).

### Биографии и статьи
- Andreassen J. Altid frimodig. Biografi om polarforskeren, forfatteren og eventyreren Peter Freuchen :  [датск.]. — København : Gyldendal, 2013. — 383 s. — ISBN 9788702185904.
- Bogen om Peter Freuchen :  [датск.] / redaktører Pipaluk Freuchen & Ib Freuchen & Helge Larsen. — København : Fremad, 1958. — 208 s.
- Frederiksen K. Peter Freuchen — Den Store Peter :  [датск.]. — Rødovre : Sohn, 2011. — 177 s. — ISBN 9788771220438.
- Mitenbuler R. Wanderlust: An Eccentric Explorer, an Epic Journey, a Lost Age. — Boston : Mariner Books, 2023. — 512 p. — ISBN 978-0358468325.
  - Митенбюлер Р. Жажда жить. Девять жизней Петера Фройхена / Пер. с англ. Анны Тимофеевой. — М. : КоЛибри, 2024. — 480 с. — (Адреналин. На грани возможного). — ISBN 978-5-389-23089-7.
- Peter Freuchen Selskabet (дат.). Дата обращения: 20 мая 2024.
- Thompson L. S. The $64,000 Quiz Winner // Books Abroad. — 1958. — Vol. 32, no. 1. — P. 14—16. — JSTOR 40099228?origin=JSTOR-pdf.
- Известный датский полярный исследователь Петер Фройхен в Ленинграде // Заря Востока : Орган Центрального и Тбилисского комитетов КП(б) Грузии и ЦИК Грузинской Советской Социалистической Республики. — 1937. — № 145 (4166) (27 июня). — С. 2.
- Северные ворота России. Мурманскому морскому торговому порту — 100 лет! : книга-фотоальбом / ред. совет А. В. Масько [и др.]. — М. : Пента, 2015. — С. 102. — 347 с. — ISBN 978-5-91104-105-2.
- Фрейхен П. Путешествие, которого не забыть // Полярная правда : Орган Мурманского окружкома и горкома ВКП(б) и окрисполкома. — 1937. — № 303 (3370) (31 декабря). — С. 2.